# Frison (cheval)
Vous lisez un « article de qualité » labellisé en 2023.
Pour les articles homonymes, voir Frison.
Le Frison (frison occidental : Frysk Hynder ; néerlandais : Fries) est une race de chevaux de selle et de chevaux carrossiers originaire de la Frise, une province des Pays-Bas dont il tire son nom. Il porte toujours une robe noire, d'où son surnom, « la perle noire ». Bien que des origines anciennes lui soient souvent prêtées, ce cheval de prestige est réellement défini lors de la constitution de son registre généalogique sous l'impulsion de l'aristocratie frisonne en 1879, dans le contexte d'une affirmation d'identité régionale. Il est ensuite menacé de disparition, en raison de l'engouement pour le cheval de trait lourd à la fin du XIXe siècle. Il retrouve la popularité à la fin du XXe siècle, au point que le cheptel d'environ 60 000 têtes en 2012 a été diffusé vers une cinquantaine de pays.
En plus de sa robe noire, le Frison se caractérise par son modèle baroque, influencé par les chevaux ibériques. Tous les Frison actuels descendent d'un nombre particulièrement réduit d'étalons fondateurs, ce qui a engendré une importante consanguinité, et donc des maladies génétiques associées. Le Frison est désormais utilisé à l'attelage et sous la selle notamment en dressage ; il est très apprécié pour le spectacle et le cinéma grâce à sa grande élégance, sa robe unie et son port de tête relevé. Symbole national dans son pays d'origine, le Frison a acquis une importance culturelle de premier plan dans les pays occidentaux, comme en témoigne entre autres Zingaro, l'étalon fétiche de Bartabas.

## Dénomination
Le nom du Frison en frison occidental est Frysk Hynder et en néerlandais Fries paard, le nom en anglais étant Friesian. Il ne doit pas être confondu avec le Frison oriental, qui est d'une race de chevaux distincte : il est nommé « Frison occidental » par certaines sources, pour faciliter cette distinction. Son nom provient de sa région d'origine, la Frise, qui se distingue du reste du pays, les Pays-Bas, par « une certaine réserve ». La Frise est traditionnellement une région d'élevage.
Le Frison est autrefois appelé hardraver ou harddraver, signifiant « bon trotteur », ou « trotteur rapide ».
Il n'a longtemps existé que peu de sources écrites en anglais à propos de cette race de chevaux, en raison de sa rareté aux États-Unis.

## Histoire
Comme beaucoup d'autres races de chevaux, le Frison a vu son histoire être régulièrement déformée, notamment sous l'influence du nationalisme qui a poussé à lui rechercher des origines les plus anciennes possibles, en les ancrant dans le territoire. De plus, les chevaux désignés sous le nom de « Frison » ont évolué, passant du statut de montures de guerre à celui de chevaux de manège, puis de carrossiers, et enfin de chevaux de trait,. La plupart des caractéristiques du Frison actuel sont définies au cours du XIXe siècle.
« In many respects, the Friesian horse, as a breed, did not exist until the studbook was established in 1879. »
— Jorieke Savelkouls, The Friesian horse and the Frisian horse.

« À bien des égards, le cheval Frison, en tant que race, n'existait pas avant la création du stud-book en 1879. »
— The Friesian horse and the Frisian horse.
En effet, la Frise a appartenu à différents États au cours de son histoire, compliquant la définition d'une race de chevaux ancrée dans le territoire frison. Bien que de morphologies et d'origines variables, des chevaux ont été qualifiés de « frisons » à différentes époques en raison de leur provenance de cette région. L'une des distinctions essentielles entre un cheval du territoire de la Frise et un cheval de race frisonne repose sur la couleur de robe : la race frisonne n'arbore que la robe de couleur noire, alors que les autres chevaux présents sur le territoire de la Frise sont de différentes couleurs de robe.

### Origine
Le journaliste anglais Elwyn Hartley Edwards considère le Frison comme l'une des plus anciennes races de chevaux européennes, lui prêtant pour ancêtre un cheval des forêts primitif d'Europe du Nord. D'après lui ainsi que l'autrice tchèque Helena Kholová (1997) et Nicola Jane Swinney, des chevaux sont présents en Frise depuis mille ans av. J.-C. au moins.
Plusieurs ouvrages de vulgarisation soutiennent que le Frison résulte d’un croisement entre l’ancien cheval continental de type lourd et un cheval plus léger, de type Tarpan, amené dans la région par des peuples celtes ou germaniques.
CAB International (CABI) fait remonter l'origine du Frison au XIIIe siècle.

### Antiquité

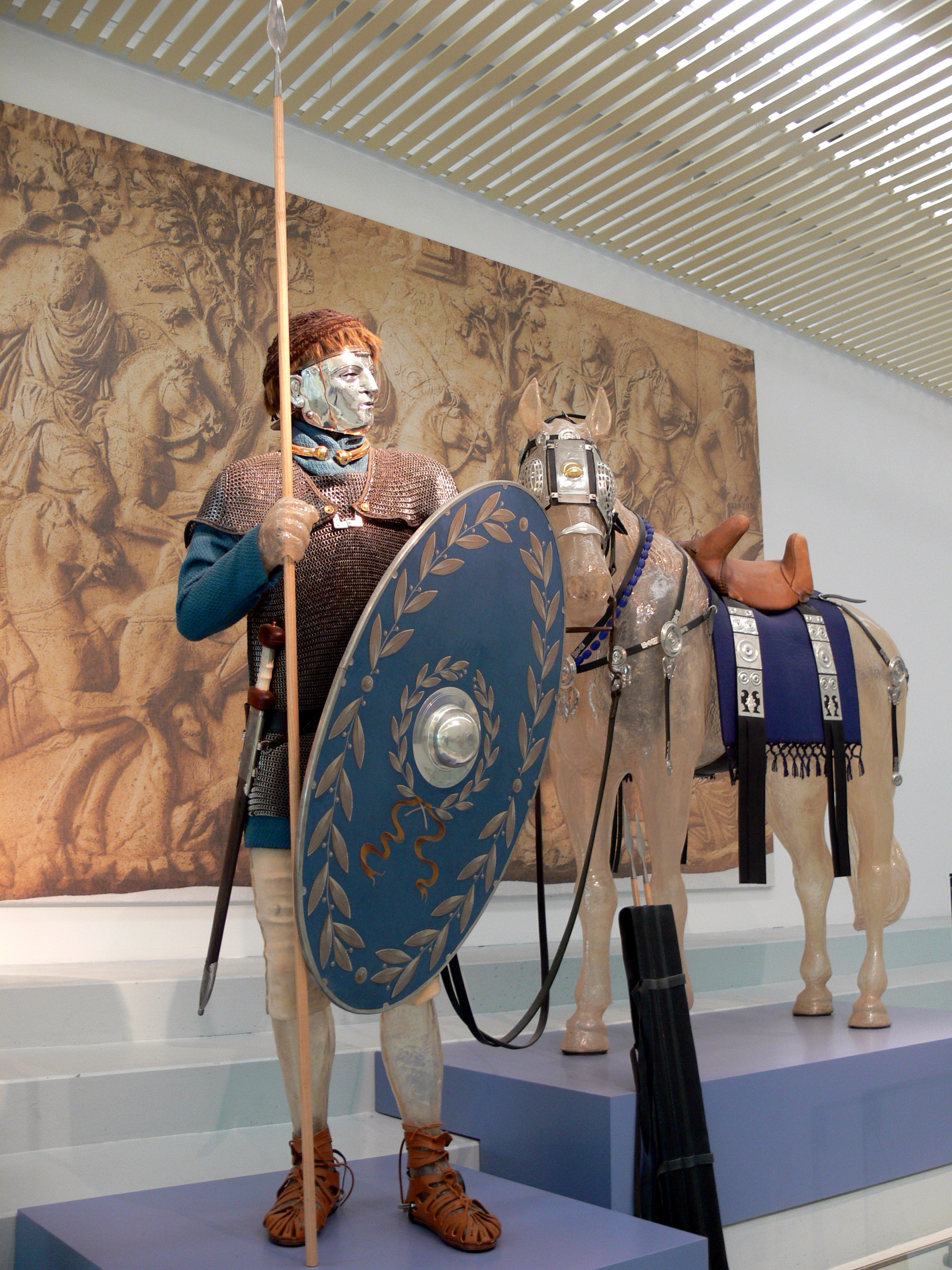
Reconstitution d'un cavalier romain au Musée du Valkhof à Nimègue (Pays-Bas).

Un certain nombre de sources font remonter l'origine de la race frisonne à la présence des Frisii, un peuple germanique de cavaliers mentionné par les Romains. Jules César évoque en effet « les formidables chevaux de bataille du peuple frison » sous le nom de frisii. En son temps, quelques-uns de ces chevaux sont emmenés en Angleterre, influençant les races poneys Fell et Dales, ainsi que le Clydesdale. L'historien romain Tacite (58-120) décrit au contraire les chevaux de la Frise comme « exceptionnellement laids ». Ils sont utilisés par la cavalerie romaine.
Cependant, la Frise est dépeuplée au IVe siècle, les habitants médiévaux n'étant plus les mêmes que ceux de l'Antiquité : cela rend très improbable la continuité d'une race de chevaux élevée localement. Si la présence de chevaux en Frise antique est une certitude, il n'existe aucune preuve documentée permettant d'en faire les ancêtres du Frison, l'archéologie ne démontrant aucune continuité entre les chevaux du peuple des Frisii et ceux de la Frise médiévale. En particulier, la taille des chevaux antiques est nettement inférieure à celle du Frison moderne. Des chevaux plus grands ont vraisemblablement été importés par les Romains.

### Moyen Âge

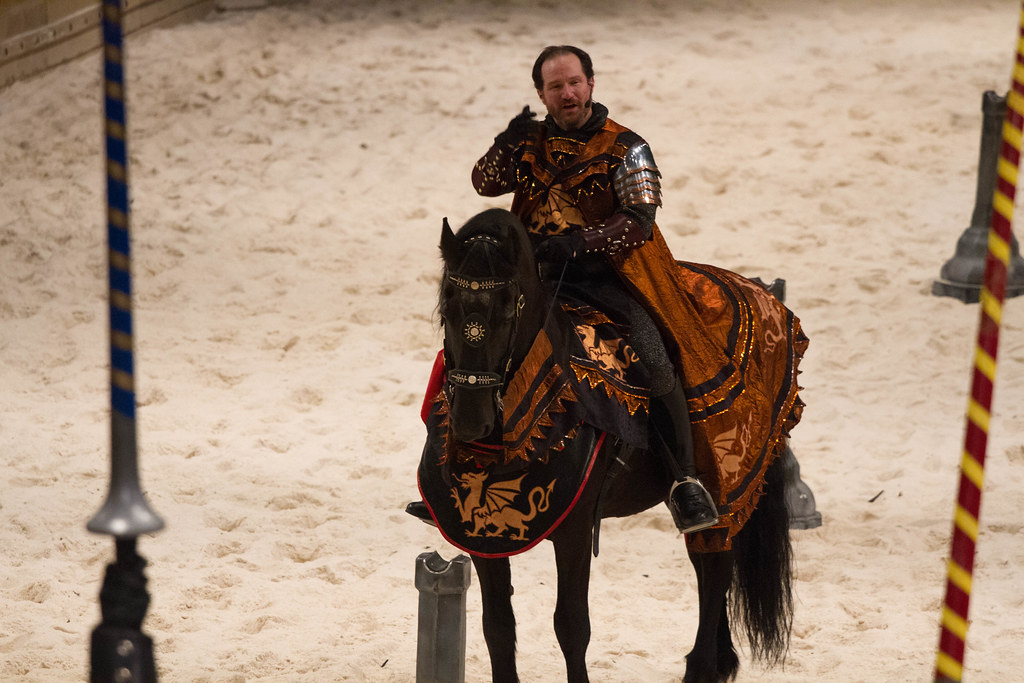
Frison monté en costume médiéval.

Au cours du Moyen Âge, les chevaux présents en Frise gagnent en taille, étant en moyenne de 10 à 15 cm plus grands que ceux des pays baltes, particularité qui, selon la spécialiste en histoire Jorieke Savelkouls (université d'Utrecht), aurait été transmise aux chevaux frisons au cours des siècles suivants. Le cheval de type frison est ainsi bien connu en Europe à partir du XIVe siècle, et établi dans une région qui s'étend le long de la côte de la mer du Nord à la fin du Moyen Âge, incluant l'Allemagne frisonne orientale,. C'est un cheval de selle, de robe baie ou noire.
Les chevaux de Guillaume le Conquérant à la bataille d'Hastings présentent certaines ressemblances avec le Frison. Les chevaux de Frise deviennent célèbres au XIIIe siècle. Tout au long des XIIIe et XIVe siècles, les habitants de la Frise vendent des chevaux dans toute l'Europe occidentale, particulièrement à Cologne (notamment en 1251), mais aussi dans la Gueldre, les Flandres, et en France,. Les chevaux frisons sont cités dans la poésie médiévale et les romans de chevalerie. D'après Savelkouls, ces sources louent leurs qualités comme destriers, ou au contraire les méprisent et les assimilent à des roncins. La notion de race n'existe pas à l'époque, les chevaux étant désignés par leur provenance géographique et leur usage.
Il existe des preuves d'élevage dans les monastères de Frise aux XVe et XVIe siècles, dans un contexte où les monastères européens du Moyen Âge jouent un important rôle économique à partir du XIIe siècle. La Frise est unanimement reconnue comme l'un des lieux d'élevage équin majeurs de l'époque. Les animaux bénéficient de l’engouement de la noblesse pour les chevaux aux allures relevées, et servent probablement de montures de guerre grâce à leur capacité de portage et leur solidité, qui permettent d'emporter des hommes en armure,.
En Frise médiévale sont vraisemblablement arrivés des chevaux orientaux ramenés des croisades et de la Reconquista via la France, mais il est difficile de savoir s'ils ont eu une influence sur le cheptel local à l'époque. Certaines sources évoquent des croisements avec le Barbe et l'Arabe, ainsi qu'avec des chevaux tchèques et hongrois. L'ancêtre du Frison se rencontre alors à la fois en Hollande et en Allemagne du Nord, et peut présenter des robes dans toutes les nuances du brun, du blanc ou du noir.

### Renaissance et temps modernes

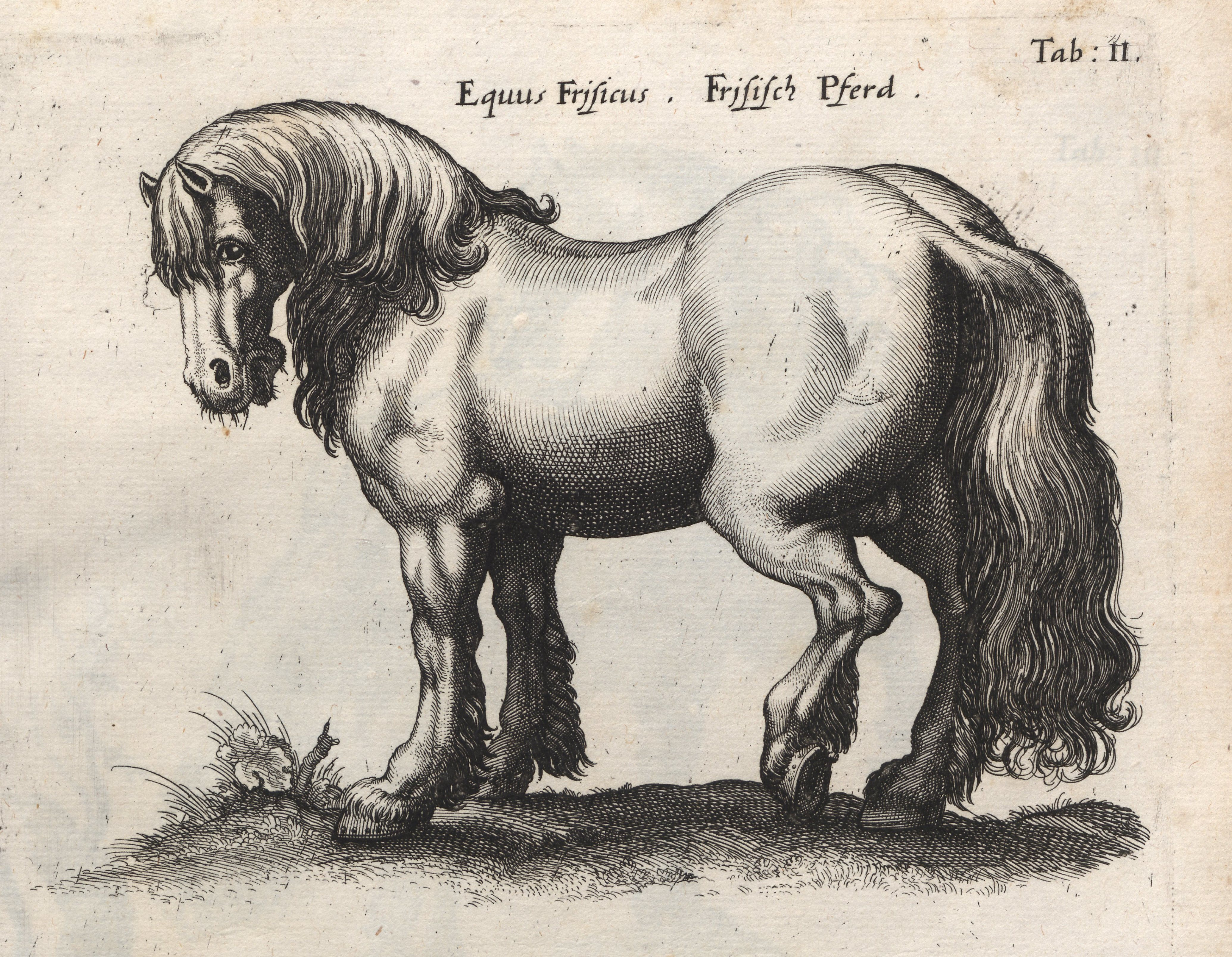
Frison par Jan Jonston, dans Historiae naturalis de quadrupedibus, vers 1652.

Aux XVIe et XVIIe siècles, le Frison vit son âge d'or : la noblesse et les haras européens en acquièrent massivement,,. Pendant l'invasion espagnole des Pays-Bas puis l'annexion de la Frise par Charles Quint, il reçoit l'influence de chevaux andalous et castillans, qui lui apportent leur trot gracieux et leur port d'encolure altier,,,. Ses allures hautes et légères lui valent une bonne réputation pour la haute école et la traction des carrosses des nobles. Le modèle de ce cheval s'allège et s'affine. C'est à partir de ce croisement que la race frisonne s'est véritablement constituée, devenant un cheval baroque associé à l'époque. À partir de 1600, son élevage devient un élément important de l'économie néerlandaise, avec des exportations vers la Grande-Bretagne et la France. Les académies d'équitation de Paris et d'Espagne se remontent avec le Frison. Georges-Guillaume Ier de Brandebourg importe des étalons frisons en 1624. Le Frison arrive aussi à Manhattan avec le peuplement hollandais de cette île, en 1625, mais la population d'origine est perdue après le peuplement anglais,. L'historienne Ann Hyland note que le Frison (haut de 15 mains à cette époque) est décrit comme un cheval courageux, éminemment adapté à la guerre, dépourvu de la volatilité de certaines races ou du flegme de celles qui sont très lourdes.
La demande en chevaux est devenue si importante que les officiers militaires pressent les États généraux néerlandais d'interdire leur exportation. Pour résoudre le problème de la baisse de qualité du cheptel en raison d'une trop forte demande, une réglementation spécifique à la race est introduite, les étalons reproducteurs devant être approuvés par un magistrat et un responsable. Cette réglementation, qui porte entre autres sur la taille et dont l'objectif est de maintenir la valeur économique et commerciale des chevaux, reste en vigueur au XVIIe siècle.
L'écrivain italien Cesare Fiaschi, qui travaille pour le duc de Ferrare, possède vers 1556 un cheval nommé Frisonzello (petit Frison), le duc possédant lui-même un cheval originaire de Frise de robe pie, nommé Pia. Le Frison arrive en nombre à La Rochelle au début du XVIIe siècle, pour les travaux d'assèchement du marais poitevin ; bon nombre de ces animaux restent sur place après les travaux. En 1562, le Frison fait partie des six races de chevaux majeures citées par l'Allemand Hans Kreutzberg. Il connaît ensuite une certaine éclipse culturelle au XVIIe siècle, l'une des rares citations de la race étant celle de Georg Simon Winter dans son Traité des haras. Par ailleurs, l'ancrage régional reste flou, la notion de Frison pouvant se confondre avec celle de « cheval des Pays-Bas ».

### AuXVIIIesiècle

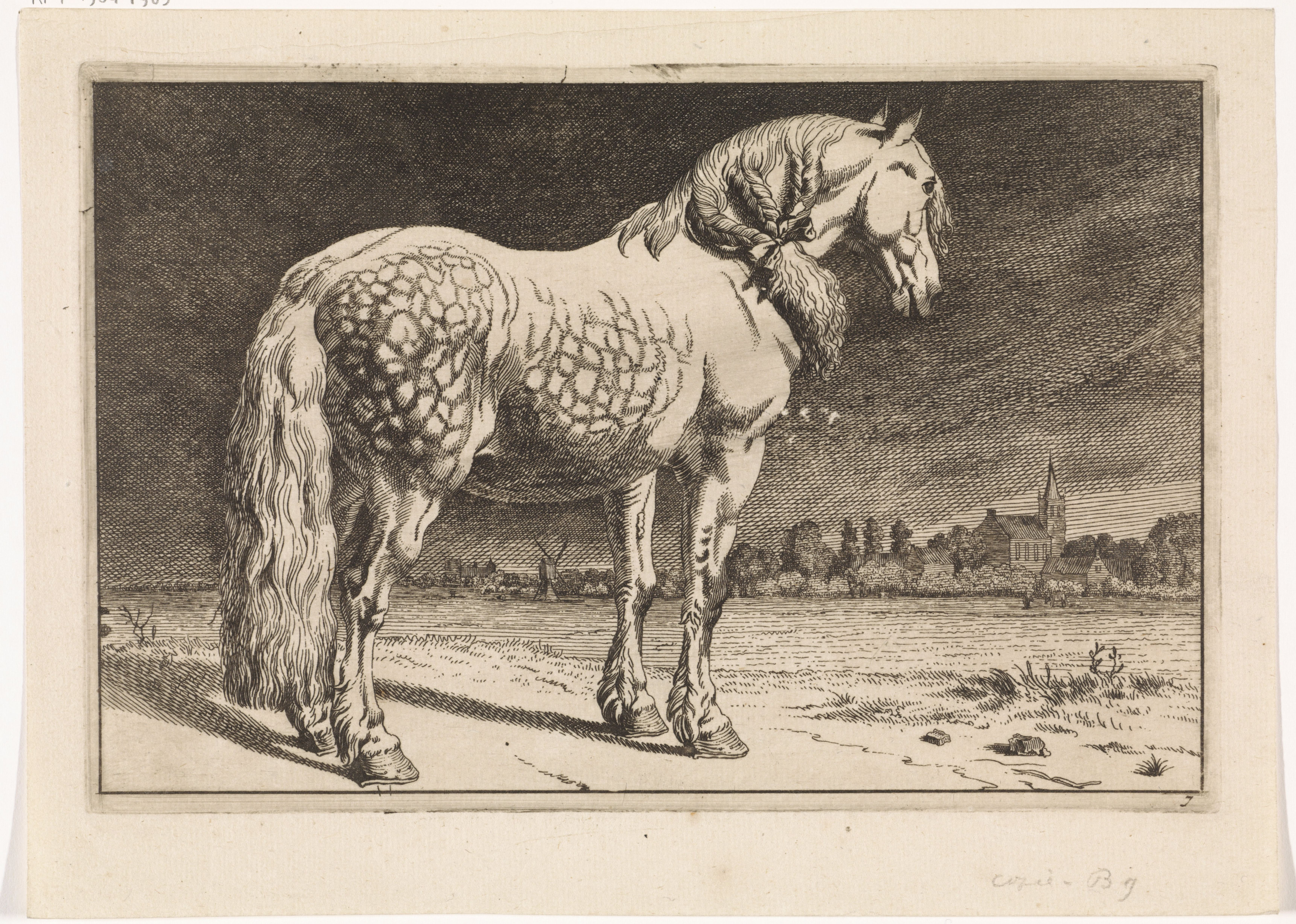
Het Friese paard Paarden, gravure d'un cheval Frison réalisée entre 1652 et 1702.

Le Frison connaît une éclipse au XVIIIe siècle. La réglementation de l'État vacille au milieu du siècle. Il s'ensuit de nombreux commentaires déplorant la baisse de qualité des chevaux de la Frise.
Louis XIV, après avoir obtenu par le traité des Pyrénées une partie des Pays-Bas méridionaux, promulgue une loi pour fournir les officiers de l'armée de ces chevaux, et octroie des primes d'élevage aux meilleurs étalons reproducteurs, dans l’intérêt de la cavalerie militaire,. Les officiers supérieurs de l’armée profitent de ses allures relevées, de son trot léger et rapide et de son port d’encolure pour intimider l’ennemi au combat. Cependant, le rôle du cheval de cavalerie diminue continuellement au profit de celui du cheval d'artillerie. Le cheval baroque passe du statut d'animal militaire à celui de cheval de plaisance et d'attelage.
Gaspard de Saunier cite dans La Parfaite connaissance des chevaux les qualités du Frison pour la traction des carrosses. Sa description morphologique ressemble à celle de la race moderne. Dans les sources écrites, le Frison est clairement distingué du « Hollandais » ; c'est notamment le cas dans le Parfait Cocher de La Chesnaye des Bois, qui décrit la race comme étant idéale pour l'attelage. Dans un essai publié en 1795, le marchand de chevaux Servaas van den Berg, inspecteur nommé par la province de Frise, accuse un manque de méticulosité d'être responsable d'une baisse de la qualité du cheptel, et propose une tenue stricte de registre et un élevage sélectif sans croisements étrangers.

### AuXIXesiècle

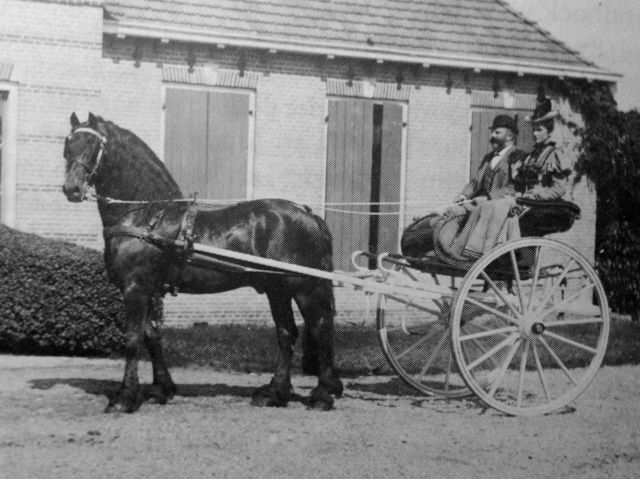
Attelage à la chaise frisonne, en 1900.

Malgré sa renommée comme cheval d'attelage, au XIXe siècle, le Frison voit son aire d'élevage se réduire et se cantonner au Nord des Pays-Bas. Il forme un seul type avec l'Oldenbourg et, comme lui, est en déclin au début des années 1800, son élevage n'étant plus lucratif, avec des prix de vente particulièrement bas. Les éleveurs de la Frise refusent d'utiliser les étalons d'État placés dans la région en croisement avec leur cheptel, particulièrement dans les régions où les courses au trot sont populaires,. De plus, la Frise entre en récession économique. La race est décrite comme « abâtardie » durant les années 1810.
Le Frison est considéré comme trop lourd pour la cavalerie et est utilisé pour les travaux agricoles, ainsi que pour des courses de trot, des courses montées ou attelées à la chaine frisonne (une voiture à deux roues de style rococo). Pour améliorer ses performances, les éleveurs n’hésitent pas à le croiser avec le Trotteur d'Orlov de Russie. En 1829, la Frise publie un décret décrivant ce qu'est un cheval frison, ainsi que des réglementations visant à sauver la race et limiter les croisements,. Cependant, le roi Guillaume Ier s'intéresse essentiellement au Pur-sang, plutôt qu'au Frison, et soutient à ce titre le haras de Borculo, dont les choix d'élevage renforcent l'hostilité des éleveurs de la Frise envers le pouvoir central. L'élevage et le commerce s'étant améliorés, le décret de protection du Frison est révoqué en 1854. La modernisation de l’agriculture met aussi la race en péril. En 1865, la loi hollandaise visant à protéger l’élevage local est abrogée et les importations de chevaux lourds, plus aptes à tracter les machines agricoles, sont permises. Le cheval frison est peu à peu remplacé par l'Oldenbourg, plus rentable,. Des chevaux de trait arrivent de Belgique et d'Allemagne, tandis que le Frison est exporté vers les pays baltes, la Scandinavie, la Pologne, la Russie, la Grande-Bretagne, puis les États-Unis et le Canada.
Une importance croissante est accordée aux registres généalogiques du cheval d'attelage. Van den Berg propose l'adoption de tels registres pour améliorer l'élevage du Frison, mais la mode européenne et l'essor de l'élevage basé sur ces registres dans d'autres pays, notamment en Allemagne au milieu du XIXe siècle, ont mis à mal l'élevage et le commerce local. Parallèlement, les autorités de la province de Frise se désengagent de la préservation du Frison, et le nationalisme frison se renforce. C’est en 1879, que le registre généalogique du cheval Frison est ouvert, peu après celui de la race bovine frisonne,,. Il est placé sous la responsabilité du Het Friesch Paarden-Stamboek, dans un contexte où « les responsables de la race ont lié cette prédilection pour l'élevage au nationalisme culturel frison, en plaçant la race au cœur de l'histoire et de l'identité culturelle régionales ». Le type de cheval recherché correspond aux modèles antérieurs à 1815. Au moment de la création du stud-book du Frison, ce type dit « pur » a pratiquement disparu. Cette re-définition exclut les chevaux des régions voisines jadis décrits et vendus comme frisons et impose le noir comme seule couleur de robe acceptée,. La sélection reprend sur la base de deux étalons nommés Paulus et Prins, et s'associe à la classe aisée de la paysannerie, sous l'impulsion de deux aristocrates locaux, Cornelis van Eysinga et Arent Johan Vegelin van Claerbergen. La sélection du Frison ne repose désormais plus que sur les initiatives de passionnés locaux.
Savelkouls soutient que le choix du noir comme seule couleur de robe autorisée résulte de la perception des chevaux du Groningue et des Pays-Bas, souvent bais, comme étant « impurs ». L'ouverture d'un registre entraîne aussi l'exclusion progressive des chevaux qui ne correspondent pas aux critères de la race nouvellement définis. Le haras De Oorsprong ouvre en 1885 à Huisterheide. Cette même année naît l'étalon Nemo 51, qui figure dans presque toutes les lignées. La sélection est marquée par les idées de l'aristocratie de l'époque, fondées sur la notion de race pure, sur l'identité et sur un sentiment de supériorité, avec une résistance face à la « menace » que représente le succès des chevaux de trait Groningue, Ostfriesen et Oldenbourg. Les fermiers des Pays-Bas ont généralement des chevaux de trait spécialisés pour travailler leurs sols, croisés avec des non-Frisons.

### Depuis leXXesiècle

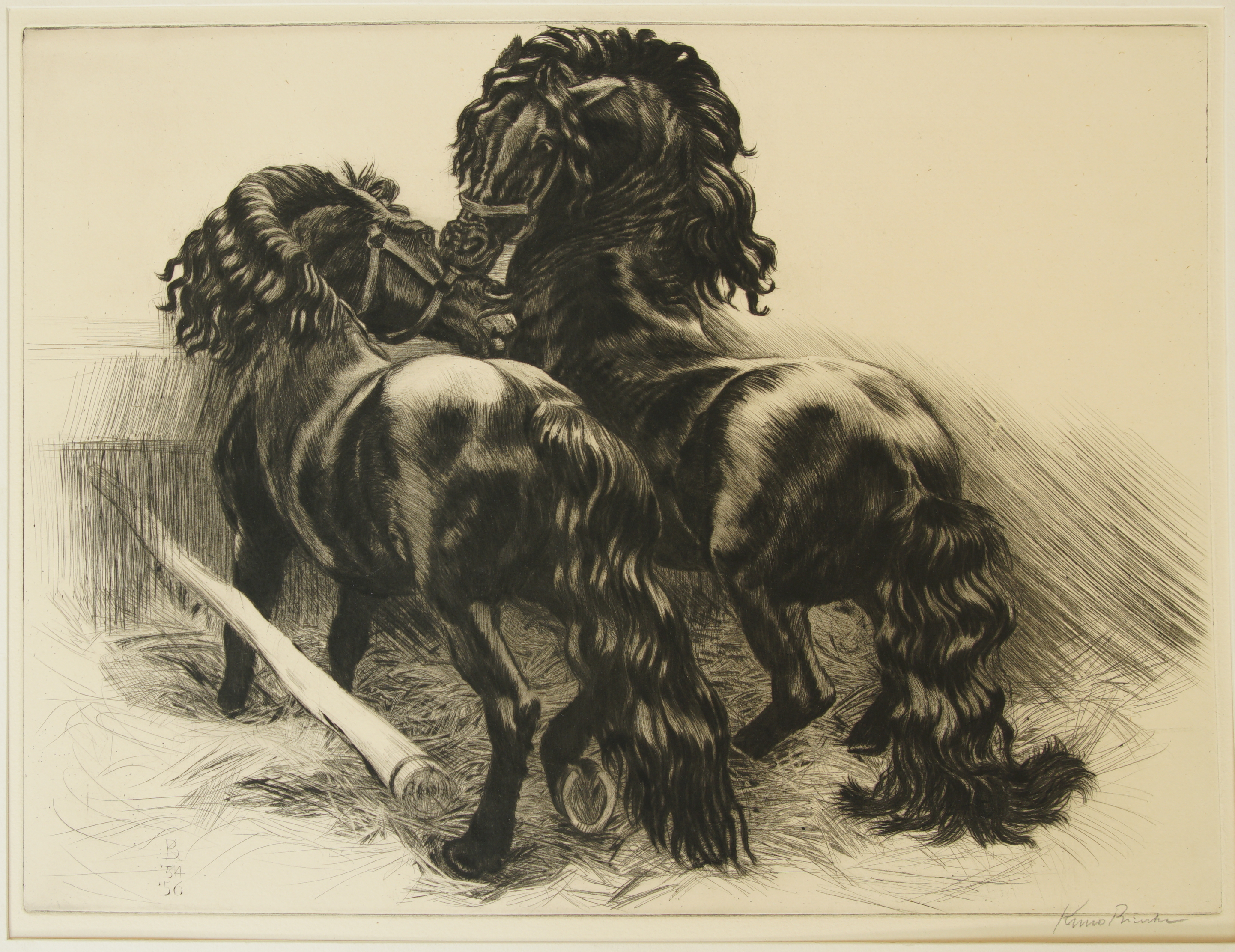
Kuno Brinks, Friese hengsten, dessin daté de 1954-1956.

Le Frison a quasiment disparu au début du XXe siècle, devenant moins utilisé dans le nord des Pays-Bas face au cheval de travail dit Bovenlander. En 1908, il ne reste plus que dix étalons. En 1910, ils ne sont plus que quatre et en 1913, seuls subsistent Prins 109 P, Alva 113 P et Friso 117 P, ainsi qu'une centaine de juments. Les croisements étrangers sont toujours interdits,. Cependant, comme le souligne Savelkouls, la notion de race pure est une croyance : Alva, présenté comme un Frison de « pure race », a en réalité une grand-mère croisée Oldenbourg.
Cornelis van Eysinga réunit les membres du stud-book le 19 décembre 1913 à Leevwarden, pour réorganiser l'élevage et empêcher l'extinction du Frison de « pure race »,. Cela motive une sélection sur un modèle de cheval de travail de la terre, plus trapu, éloigné du cheval baroque, et permettant une remontée des effectifs. La Première Guerre mondiale met un terme temporaire aux importations de chevaux étrangers. Durant l'entre-deux-guerres, le nationalisme frison favorise l'élevage local.
Lors de la Seconde Guerre mondiale, le Frison est utilisé à la traction et au labour en raison des pénuries de véhicules motorisés et de carburant. Il révèle ses meilleures aptitudes au labour sur des terrains argileux et sableux, effectuant aussi la fenaison, le hersage et le sardage. Il reste quelques milliers de chevaux à la fin des années 1940. La motorisation de l'agriculture fait perdre au Frison son principal débouché économique, les agriculteurs néerlandais n'ayant plus les moyens de garder et d'entretenir un cheval pour leur seul plaisir. Il s'ensuit une chute dramatique des effectifs, notamment à partir des années 1960,.
Malgré cette crise, le stud-book Frison conserve une aura de prestige. En 1954, la Société d'élevage du Frison est élevée au rang de Société royale par la reine Juliana. Au milieu des années 1960, il ne reste plus qu'environ 500 juments enregistrées. Le Frison est alors menacé en raison d'un engouement immodéré pour le Pur-sang. La réaction de la société d'élevage est très rapide, avec une réorientation de l'élevage vers le marché du cheval de selle et de loisirs polyvalent. Ses éleveurs l’exposent à la consanguinité plutôt qu’aux croisements extérieurs. Un plan d'élevage strict est mis en place par l'université d'Utrecht. La sélection des jeunes étalons devient drastique. Le Frison se révèle alors excellent aux épreuves d’attelage et, au cours des années 1970, cela lui vaut d’être à nouveau au cœur d’une vague de popularité. En l'espace de quelques décennies, il devient l'une des races de chevaux les plus recherchées et les plus cotées au monde. Des migrants néerlandais et frisons construisent sa popularité en Amérique du Nord à partir des années 1980, permettant au Frison de devenir un phénomène mondial.
Le Frison est reconnu par les Haras nationaux français depuis 2004, en tant que cheval de selle. Cette même année, la première pouliche frisonne au monde naît par transfert d'embryon.

## Description

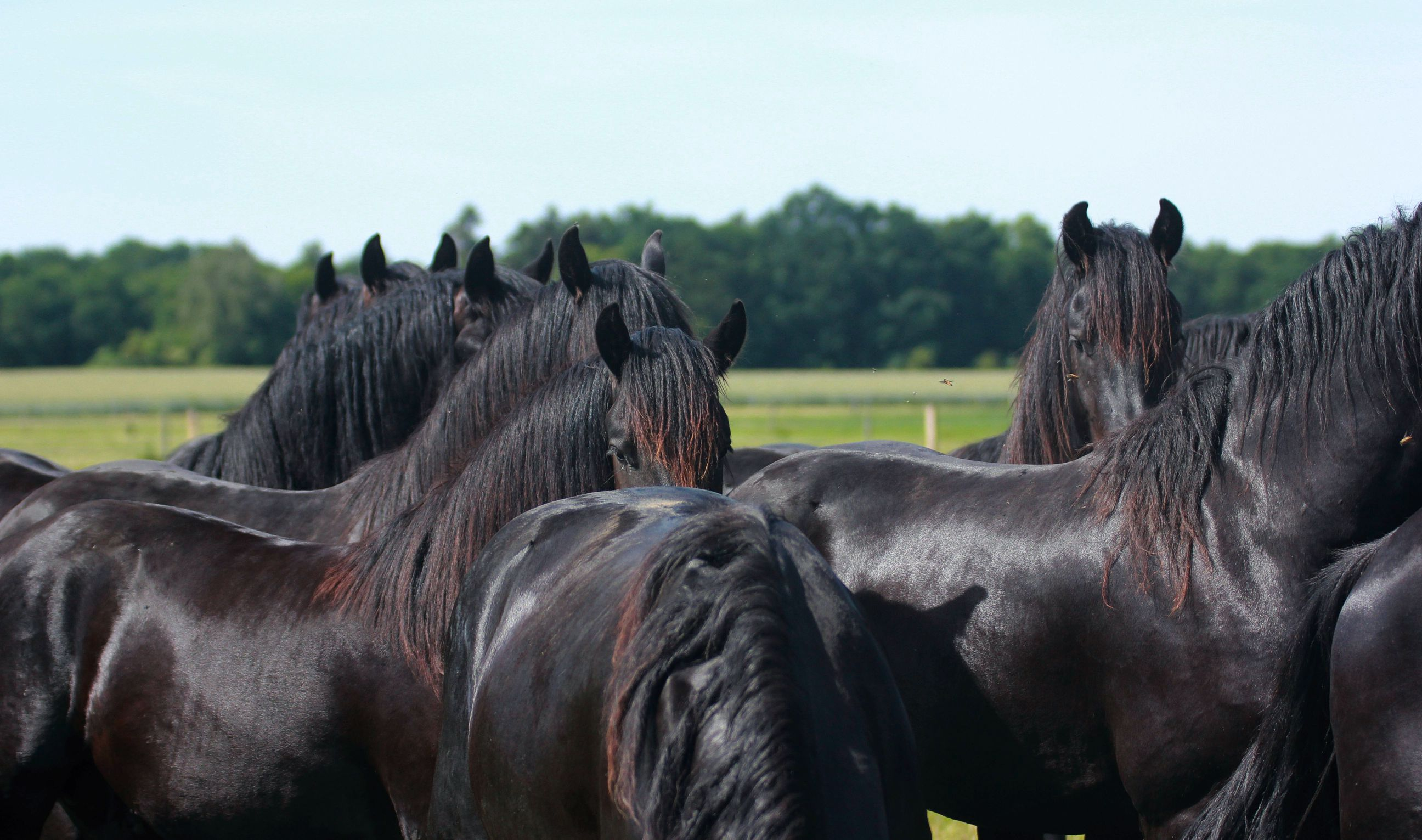
Groupe de Frisons

De toutes les races de chevaux, le Frison est l'une des plus faciles à identifier par son apparence,,. D'après Savelkouls, les habitants de la Frise ont « toujours élevé des chevaux pour eux-mêmes » ; la race reflète donc leur désir d'avoir un « cheval de luxe polyvalent », qui puisse travailler aussi bien en traction légère qu'à l'attelage autour de la ferme. Une autre particularité du Frison est de n'avoir jamais été influencé par le Pur-sang, au contraire d'un grand nombre d'autres races de chevaux,. Il tient sans doute son apparence et ses allures des croisements avec le cheval ibérique.

### Taille et poids
Sa taille minimale est de 1,52 m. Le Frison toise de 1,52 à 1,62 m d'après Hendricks (université de l'Oklahoma) et CAB International ; 1,52 à 1,66 m selon l'auteur italien Gianni Ravazzi, 1,55 à 1,65 m au garrot en moyenne d'après Bataille et Tsaag Valren, mais il peut atteindre 1,70 m,, voire 1,75 m pour les plus grands spécimens. Delylle fournit (en 2006) une moyenne de 1,60 m, alors que d'après Edwards, sa taille est toujours supérieure à 1,60 m. Un Frison haut de moins de 1,50 m n'est plus inscriptible au registre de sa race.
Le poids est en moyenne de 560 à 660 kg,.

### Morphologie

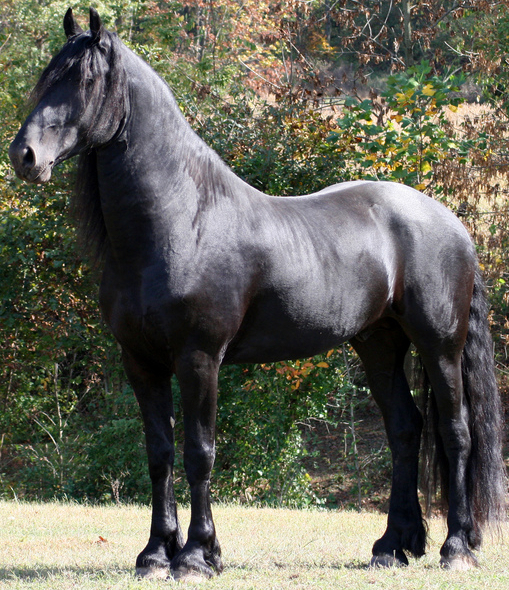
Cheval Frison, au modèle.

Le Frison est un cheval baroque,, au modèle compact et médio-bréviligne, très caractéristique. Son ossature est plutôt lourde. Sa description physique s'associe aux notions de prestance et de noblesse. Cette race existe en deux grands types : le type carrossier plus lourd, et le type dressage plus léger. Ce Frison possède une arrière main plus puissante et des allures plus étendues, donc des aptitudes au dressage en compétition,.

#### Tête
Sa tête est assez longue,, sèche et étroite,,, tout en restant globalement plutôt petite,.
Son profil est rectiligne,, ou légèrement convexe. L'os nasal peut être un peu creux. Les yeux sont grands et expressifs, donnant une expression très douce. Les ganaches sont bien marquées. Les naseaux sont ouverts.

Tête du Frison
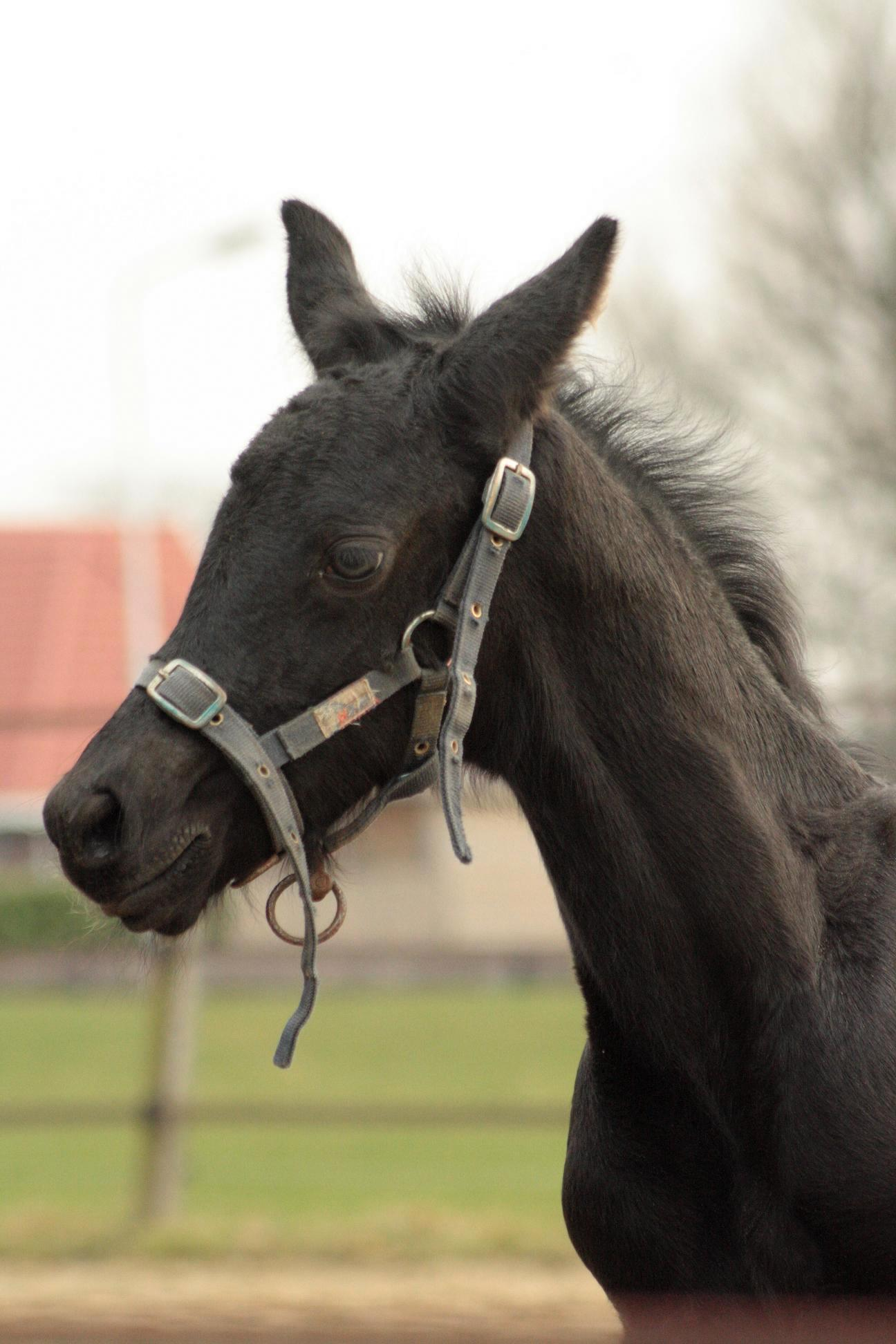
Poulain en licol, vu de profil
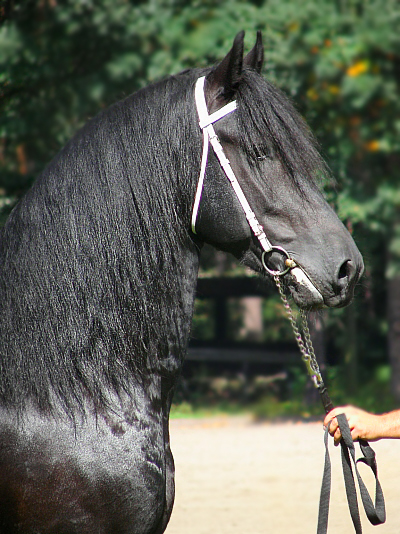
Adulte en licol, vu de profil.
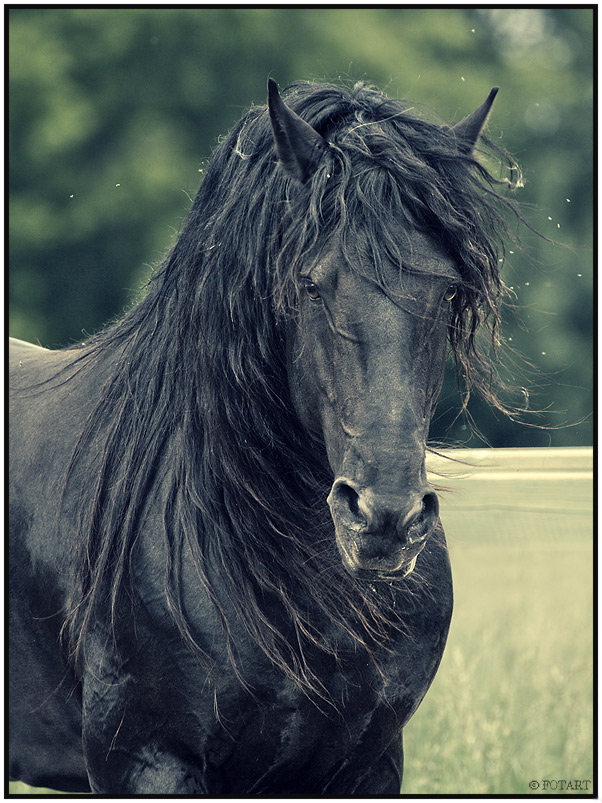
Adulte, vu de face
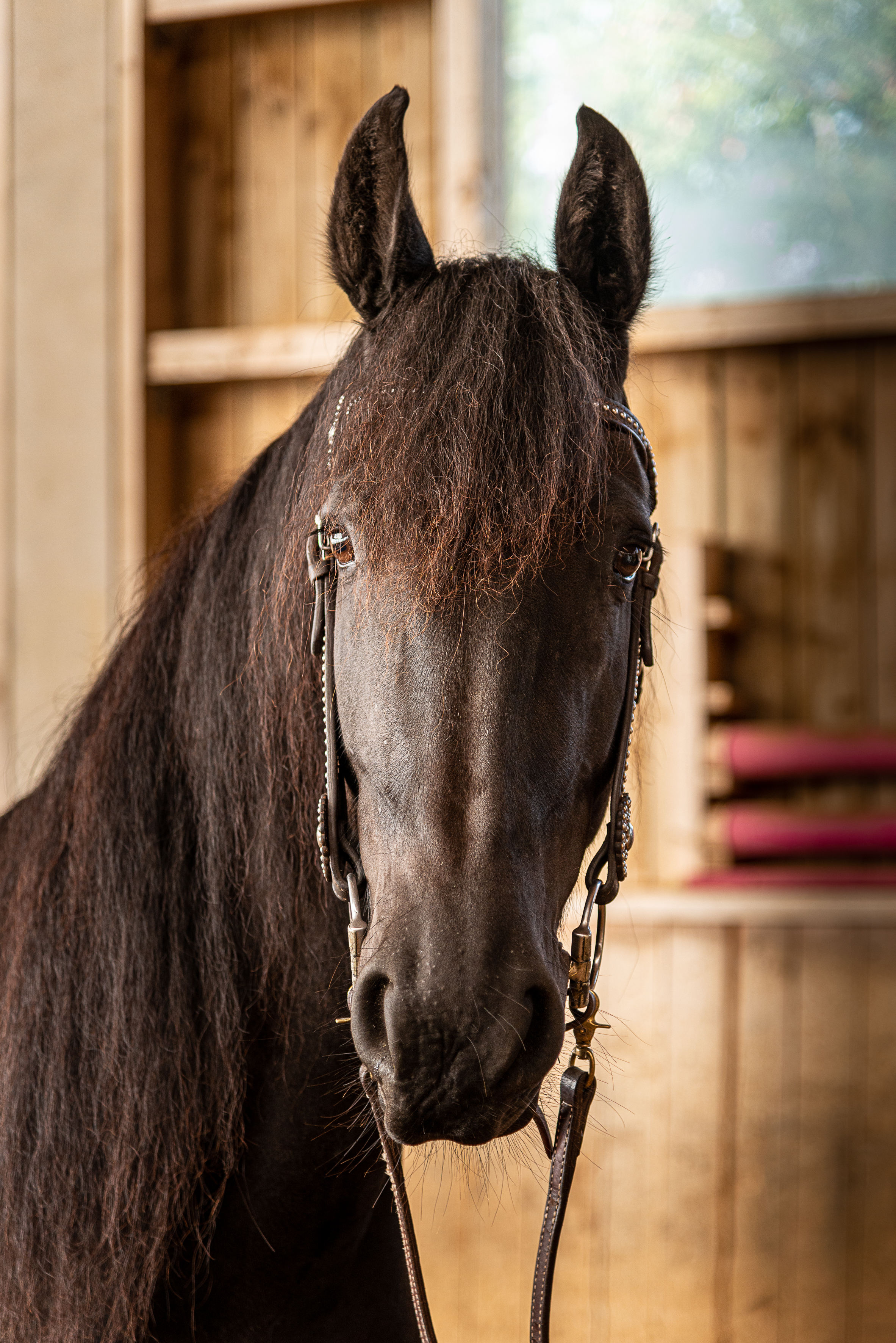
Adulte, vu de face

Les oreilles sont petites,, pointues et très mobiles,,, orientées légèrement l'une vers l'autre,.

#### Avant-main
L'encolure, greffée verticalement et bien galbée,, est portée très haut,, avec parfois une courbure en forme de col de cygne. D'après Ravazzi et Edwards, elle reste relativement courte, épaisse et tranchante. Elle est néanmoins recherchée suffisamment longue. Cela confère au Frison une expression impressionnante, accentuée par l'allure « fière » de son encolure arquée,.
Le garrot est large,, bien développé en prolongement vers le dos, mais peu saillant, donc peu haut. Le poitrail est puissant, et large, et le thorax ample et profond. L'épaule est longue et oblique,, particulièrement puissante, sans être raide.
Son corps est fort et compact, profond, avec un dos souvent long, large et musclé, qui ne doit néanmoins pas être trop long (certains auteurs le décrivent comme court,). Les flancs sont arrondis, reflétant sa constitution robuste.

#### Arrière-main
Les reins et la croupe sont large,, forts et arrondis. La liaison entre le dos et la croupe doit être solide. La croupe est inclinée,,, musculeuse, forte et longue, permettant une bonne poussée. L'attache de queue est plutôt basse,.

#### Membres

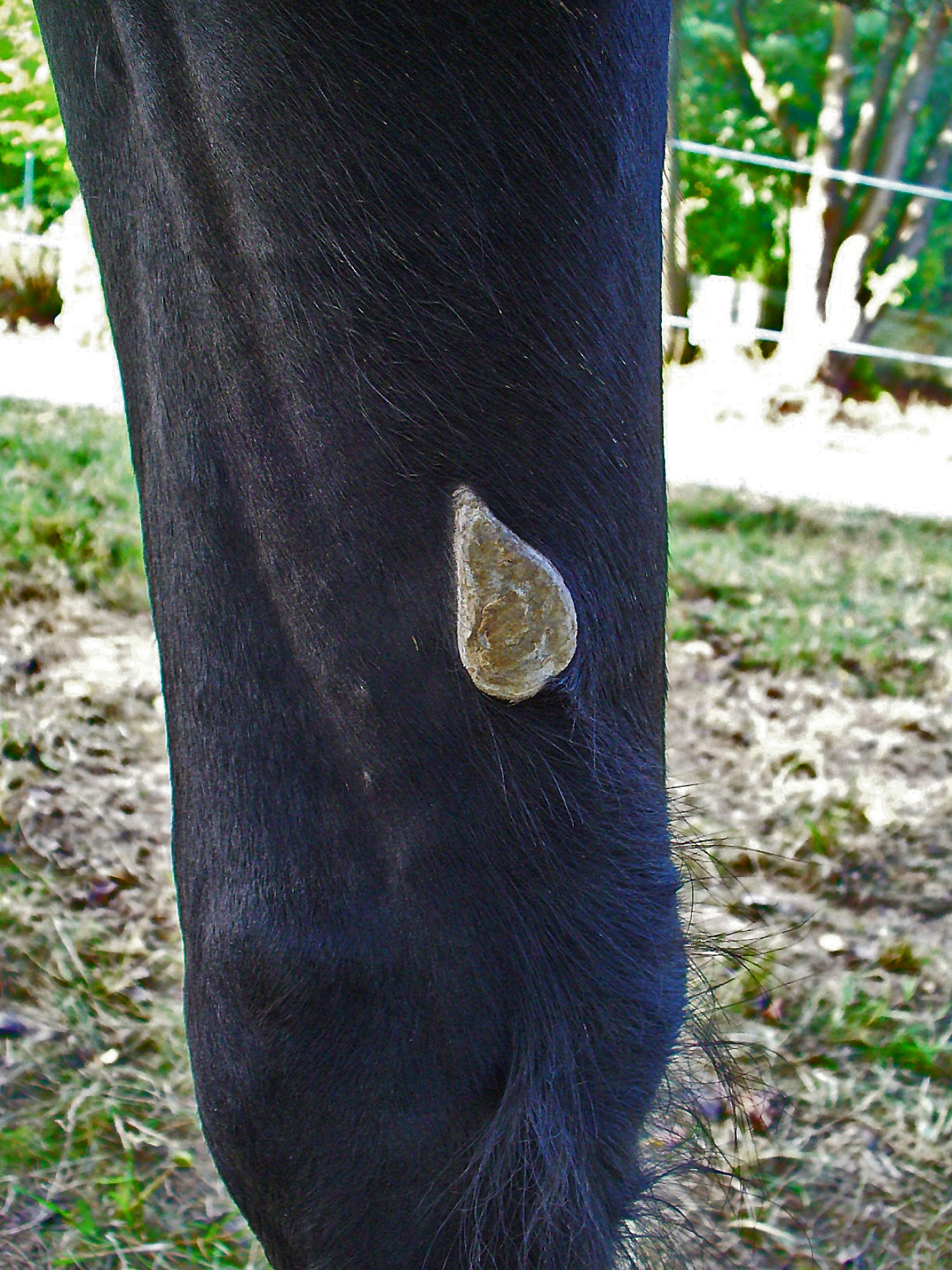
Détail sur un membre antérieur et la châtaigne d'un Frison.

Les membres sont relativement courts, particulièrement les antérieurs,. Ils doivent montrer sècheresse et solidité. Les cuisses sont fortes, mais sans excès,. Le Frison possède des antérieurs et des postérieurs bien musclés, avec de larges articulations. Les canons sont solides. Les sabots sont larges et porteurs, très durs, et dotés d'une corne de couleur bleu-noir caractéristique,,.

#### Crins et poils
Les fanons du Frison, de longs poils situés au bas des membres, sont assez abondants,. Caractéristiques de la race, ils recouvrent la partie inférieure des membres en cachant souvent entièrement le sabot, à la façon d'une « botte de poils »,. Kholová attribue cette caractéristique à un héritage du cheval des forêts européen.
La crinière est très fournie en longs crins noirs et ondulés,, avec un toupet lui aussi abondant. La crinière peut parfois être si longue que les crins atteignent le sol ; il n'est pas rare qu'elle recouvre l'encolure jusqu'à l'épaule.
La queue est épaisse et très fournie en crins longs et luxuriants. Elle n'est pas écourtée. De façon générale, le raccourcissement de la crinière, de la queue et des fanons n'est jamais observé.
Le Frison présente de longs poils qui poussent dans la partie inférieure de la tête, au niveau des ganaches. Avant l'hiver, surtout s'il vit à l'extérieur, son poil pousse pour le protéger du froid.

### Robe
La robe du Frison est toujours noire,,, c'est pour cela qu'il est surnommé « la perle noire ». La nuance la plus recherchée est le noir de jais, cependant la majorité des individus sont d'un noir charbon. La dernière jument de robe bai foncé a été enregistrée en 1918. Dans les années 1930, il existait encore des Frison alezans et bais.
Une petite marque blanche sur la tête est parfois tolérée, chez les juments et les hongres. Les conditions d'accès au stud-book restreignent cependant les individus quant à leur couleur et leurs marques : un étalon reproducteur ne doit posséder aucune marque blanche, ni liste, ni balzane.
La naissance de chevaux alezans reste cependant possible, car tous les Frisons ne sont pas homozygotes sur l'allèle Extension (E). Si chacun des deux parents hétérozygotes transmet son allèle récessif responsable de l'alezan (e), le poulain naît alezan : cela correspond statistiquement à une naissance sur quatre de parents hétérozygotes. Dans les années 1990, deux poulains alezans de pure race Frison sont ainsi nés. Dans la définition officielle du stud-book néerlandais, un tel Frison qui naît de parents dûment enregistrés mais avec une couleur de robe alezane, n'est alors plus un Frison. Il existe aussi de rares cas de naissances de Frisons exprimant le gène Silver, ou bien la couleur noir rouan.
Un étalon 3/4 Frison nommé Nero a été présenté comme un « Frison blanc » au salon Equitana de 2007 ; son existence résulte d'une autorisation accordée à ses éleveurs d'introduire des croisements pour réduire la consanguinité du Frison : Nero a donc un ancêtre arabe, dont il a hérité sa couleur de robe.

### Allures

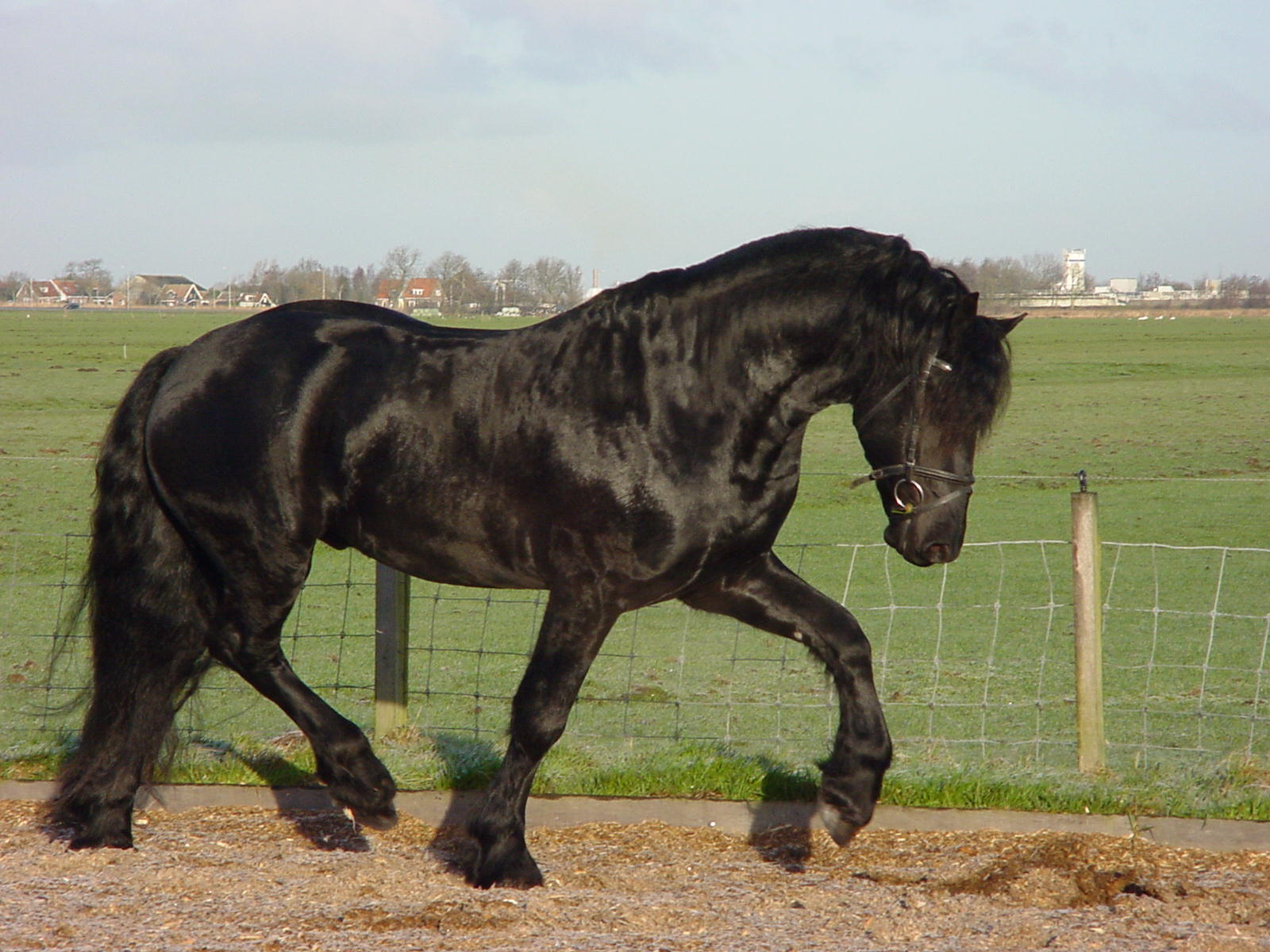
Frison au trot.

Le Frison se distingue par une action relevée pendant ses allures,. Celles-ci sont élastiques, souples et bien soutenues, avec un mouvement relevé du genou, permis par le placement haut de cette articulation. Le trot est particulièrement spectaculaire, ample et doté d'une bonne poussée des postérieurs. Le Frison est un excellent trotteur. Le pas du Frison est caractérisé par l'amplitude et l'énergie, avec une liberté des épaules.
Ses actions sont marquantes, Bonnie Lou Hendricks (université de l'Oklahoma) les décrivant comme « inoubliables ».

### Tempérament

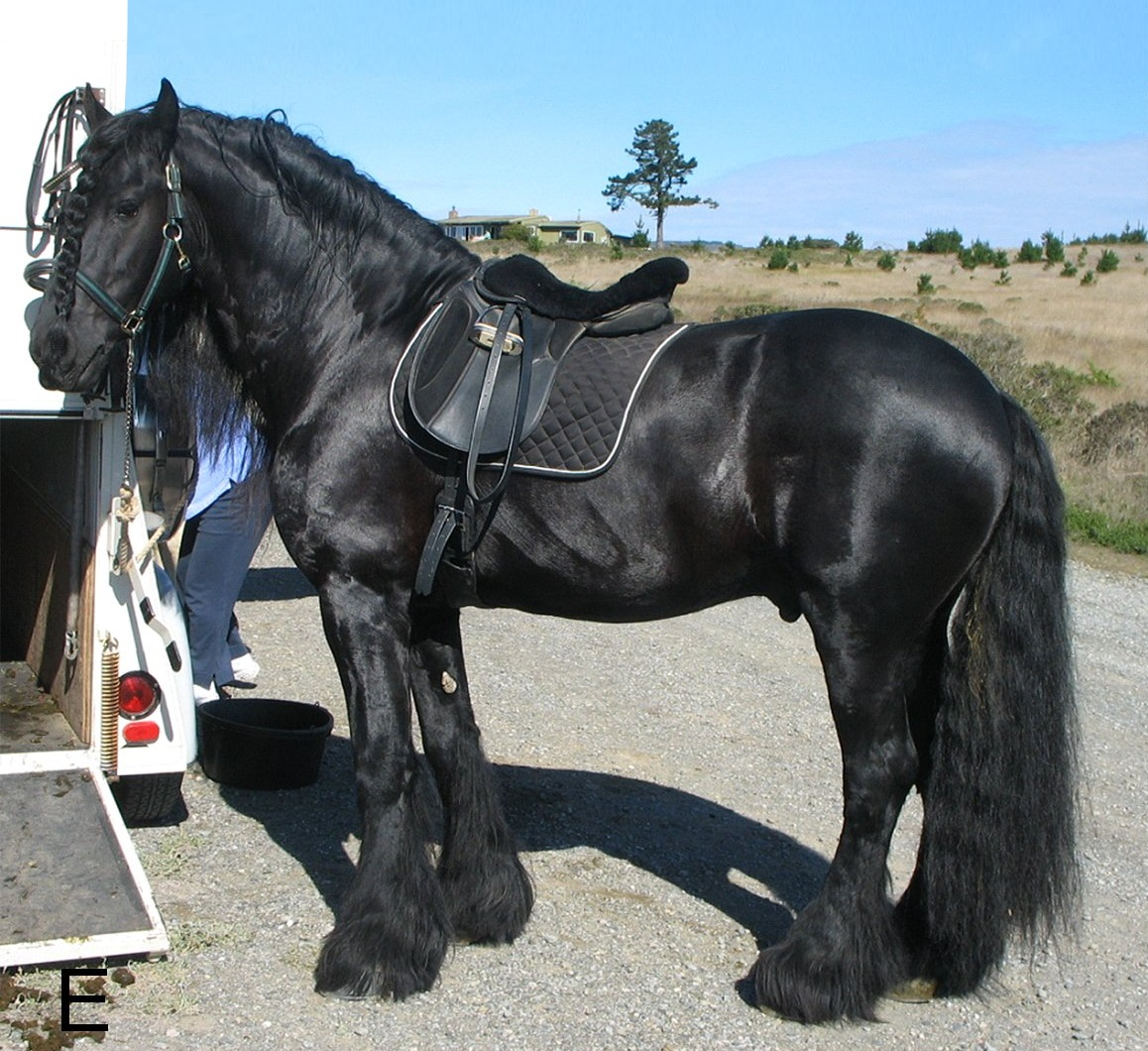
Frison toiletté, au poil brillant et lustré.

Le Frison est très apprécié pour son caractère affectueux et proche de l'humain, ainsi que pour sa personnalité. C'est un cheval avec un mental très équilibré, mais qui est aussi très vif. S'il est réputé pour être gentil, docile, sensible, doux et délicat,,, il sait également se montrer joueur, gai et cabotin. Il est réputé pour ne pas mordre et ne pas botter. La problématique peut se trouver à l'inverse dans un caractère trop gentil et trop soumis.
Il dispose cependant d'une grande force et demande, comme tout cheval, une éducation afin de comprendre les interdits.
Sa sensibilité et sa bonne volonté sont autant d'atouts à sa grande capacité d’apprentissage,. Il peut mal supporter les changements fréquents de propriétaire, et demander du temps d'investissement. D'après la journaliste Antoinette Delylle, il supporte globalement bien la présence d'autres espèces animales telles que des vaches, des chiens et des chats.

### Développement
C'est un cheval dit « tardif », que ce soit au niveau du physique ou du mental. Il est communément admis qu'il atteint sa taille adulte à 6 ans, puis sa pleine maturité physique entre l'âge de 7 ans et de 10 ans. Il peut être travaillé en longe et désensibilisé à partir de l'âge d'un an, puis promené en caveçon et en licol à deux ans. Il est souvent disgracieux à cet âge, le corps étant disproportionné par comparaison à sa morphologie d'adulte. Il ne devrait pas être monté avant l'âge de 4 ans, et seulement pour de très courtes périodes. Un travail en basse école uniquement est recommandé avant ses 7 ans, afin de ne pas trop solliciter ses articulations. L'âge de mise à la retraite varie selon l'activité du cheval. Les chevaux de sport sont généralement mis à la retraite entre l'âge de 15 et de 20 ans. Les chevaux de loisir peuvent rester en activité plus tard.

### Entretien
Un Frison peut généralement vivre en extérieur, bien que la longueur de ses fanons puisse provoquer des gales de boue et des crevasses au niveau du paturon. Il supporte mal l'effort par climat chaud, à cause de sa couleur de robe qui emmagasine la chaleur, et de son système veineux trop profond pour permettre un refroidissement rapide. L'alimentation d'un Frison est comparable à celle de n'importe quelle autre race de chevaux. Ce cheval devrait dans l'idéal connaître une activité régulière, avec des périodes de repos.

### Sélection

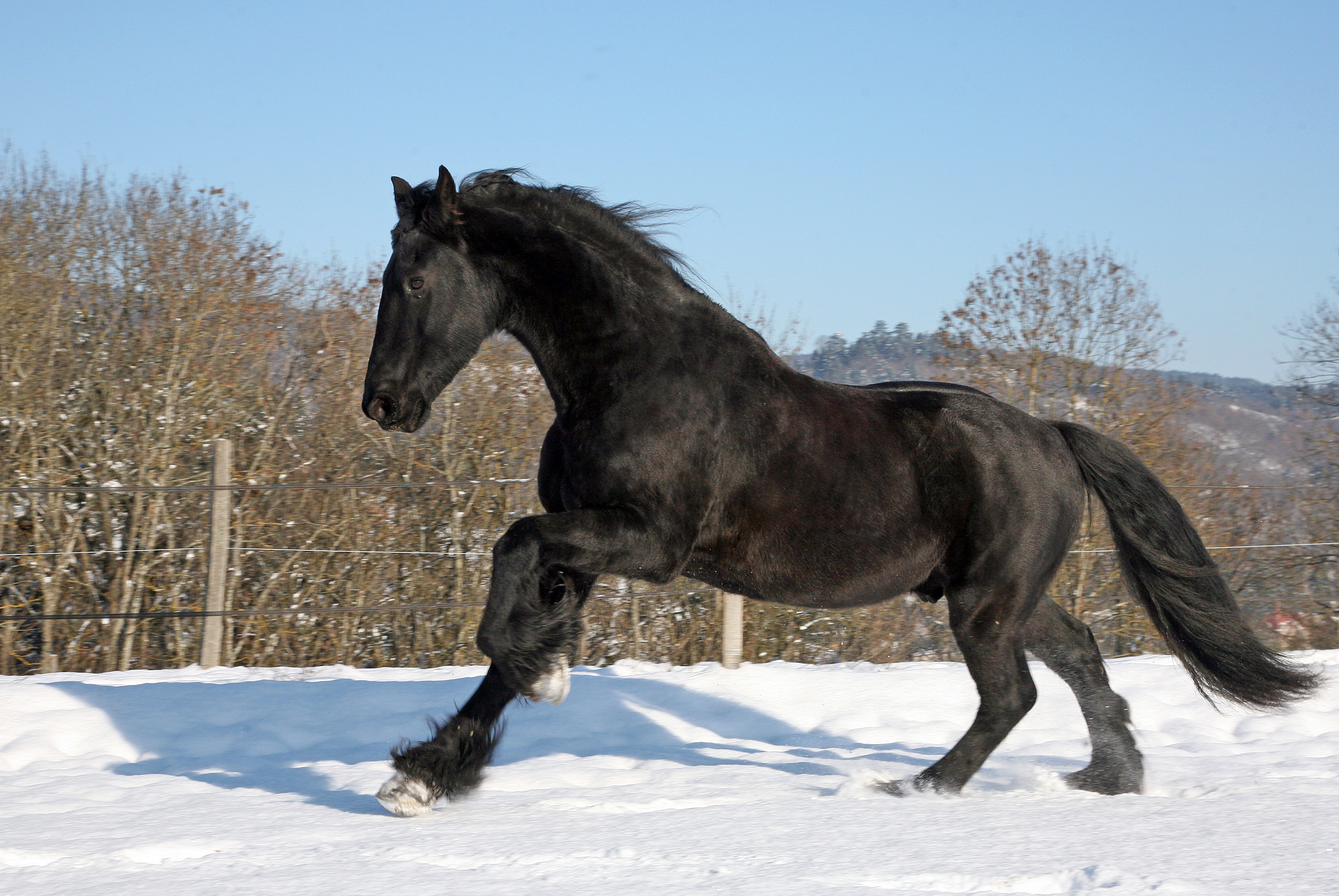
Frison au galop dans la neige.

La sélection du Frison, gérée par Het Friessch Paarden-Stamboek (FPS) qui s'occupe des différents stud-book et des concours d'élevage depuis son siège de Drachten, est extrêmement stricte et rigoureuse,,, en plus d'être très complexe,. Cette société agit pour sortir de la seule image du cheval spectaculaire, et développer l'image du cheval sportif. La forte codification de l'élevage entraîne peu de risques pour les acheteurs de tomber sur un « mauvais cheval ». Les informations associées à chaque cheval sont si complètes et codifiées qu'il n'est pas rare que des animaux soient achetés par de marchands sans être vus, uniquement sur la base de leurs notations.
Cette sélection repose aussi sur la notion de « race pure ». Bien que ses descriptions modernes fassent très largement écho à cette notion développées à la fin du XIXe siècle, dans les faits, même le célèbre étalon fondateur Alva 113 provient de chevaux d'ascendance inconnue, avec une influence Bovenlander. La notion de « race pure » est donc subjective et arbitraire lors des débuts de documentation de la filiation des chevaux, constituant surtout un marqueur identitaire visant la qualité, la fierté nationaliste et l'uniformité :
« [...] purebred breeding and purity of breed are relative terms. The history of the Frisian horse, like the history of the Frisian people, is one of trade, mutual influence and of resisting regulation
from outside. »
— Jorieke Savelkouls, The Friesian horse and the Frisian horse

« [...] l'élevage en race pure et la pureté de la race sont des termes relatifs. L'histoire du cheval frison, comme l'histoire du peuple frison, est une histoire de commerce et d'échanges, d'influence mutuelle et de résistance à la réglementation extérieure. »
— The Friesian horse and the Frisian horse
La reproduction s'effectue principalement par insémination artificielle, et se révèle souvent onéreuse. Tous les poulains Frisons nés après 1996 sont théoriquement identifiés par une puce électronique.
Pour être inscrit au stud-book des poulains (Veulenboek), un poulain doit être issu de deux parents eux-mêmes inscrits au stud-book. Les poulains issus de parents non-inscrits au stud-book sont enregistrés sur un livre généalogique auxiliaire. Les pouliches et les hongres sont ensuite autorisés à l'inscription au stud-book proprement dit sur présentation à l'âge de 3 ans. L'inscription est conditionnée à l'absence de tare héréditaire, et à des critères de taille, d'aplombs et d'allures.
Les papiers d'identification officiels d'un Frison sont de couleur bleu et jaune.

#### Sélection des juments

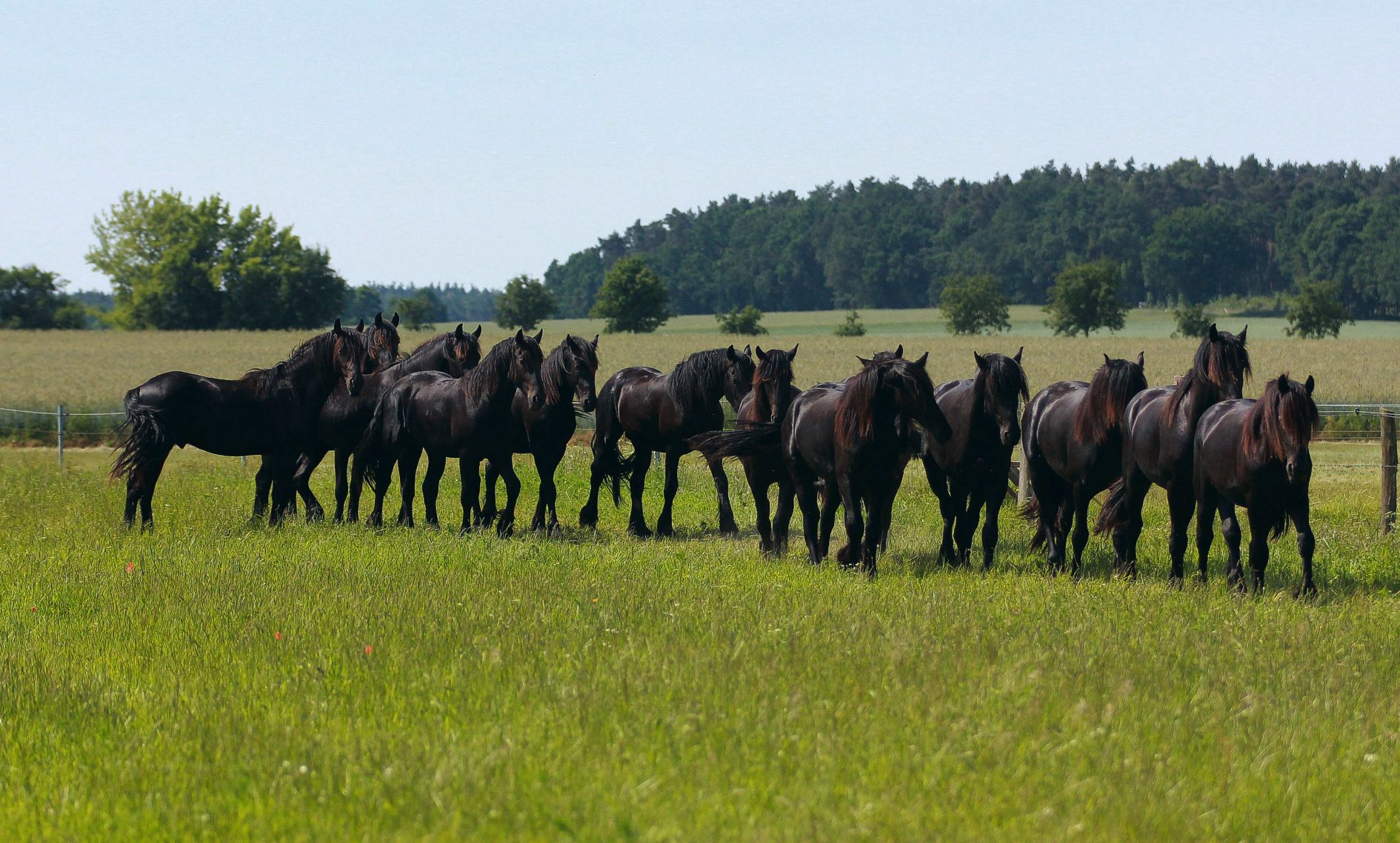
Groupe de juments Frison, dans une pâture.

Les juments de trois ans approuvées (Stamboeck) doivent mesurer plus de 1,50 m, et recevaient traditionnellement (jusqu'en 2000) un marquage au fer en forme de « F ». À l'âge de 4 ans, elles sont examinées pour éventuellement passer Ster (étoile), selon des critères de modèle et d'allures. Seules 25 à 30 % des juments d'une même classe d'âge passent Ster. La taille minimum obligatoire est de 1,58 m. La marque au fer traditionnelle représente les lettres « FS ».
Les juments Ster de cinq ans ou plus sont ensuite présentées pour devenir Modèle provisoirement ; entre 2 et 5 % des juments d'une classe d'âge répondent aux critères. Après une année d'entraînement, une épreuve attelée et montée confirme ou non le statut de Modèle.
Les juments poulinières deviennent Preferent si elles ont au moins quatre poulains Ster, même de façon posthume. Les poulinières prestatie Moeder sont celles dont les poulains témoignent de qualités sportives et de bons résultats en concours ; 1 % des juments frisonnes obtiennent cette distinction.
Il est globalement plus simple d'avoir une jument Frison autorisée à pouliner que d'avoir un étalon autorisé à reproduire.

#### Sélection des étalons

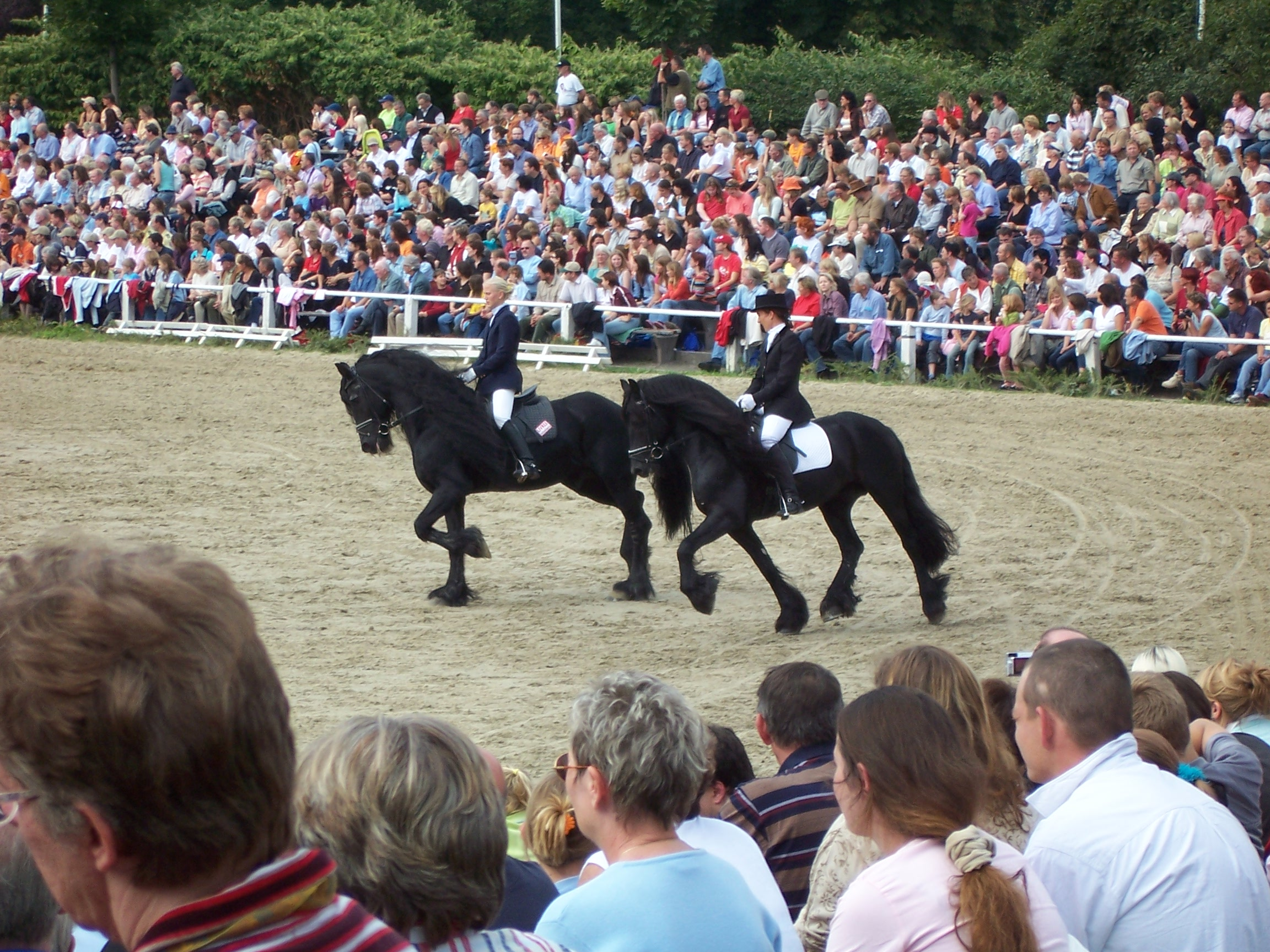
Parade d'étalons à Dillenburg, en 2005.

La sélection des étalons est drastique,. Avant 2003, ils étaient divisés en deux catégories, les Veulenboek et les Stamboeck ; depuis, seuls les Stamboeck sont autorisés à la reproduction. Ils doivent mesurer au minimum 1,60 m à l'âge de quatre ans, et être issus d'un père lui-même Stamboeck. Aucune marque blanche n'est autorisée, sur quatre générations. Par ailleurs, la qualité de l'ossature est analysée par radiographie, et le caractère doit être agréable.
Seuls cinq à sept poulains sur mille sont élus Stamboeck. La sélection suit plusieurs étapes, une première au mois de novembre à Drachten qui retient 150 poulains d'une classe d'âge, puis une seconde lors de l′Hengstenkeuring à Leewarden, avec de nombreux examens génétiques et comportementaux. Les poulains recalés au troisième examen sont Ster et peuvent passer des examens de rattrapage : le Herkeuring et le Nakeuring. L'examen final des étalons Stamboeck dure 70 jours et débouchent sur une autorisation provisoire de saillie, qui doit être confirmée en fonction de la qualité des poulains. Les étalons sont testés aussi sur leur aptitude à l'attelage et au dressage, ainsi qu'en travail à la longe, pendant cinq semaines,. Une marque au fer en forme de « F » est apposée sur le côté gauche de l'encolure.

### Génétique

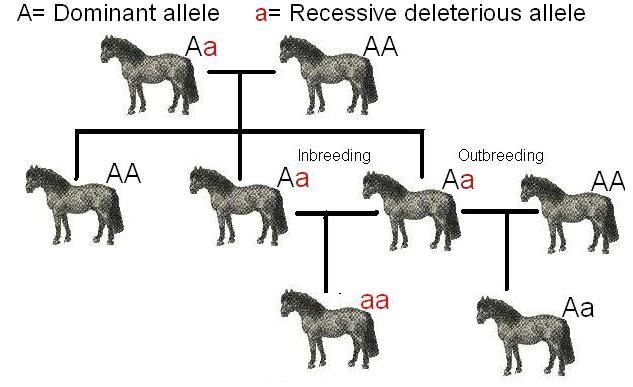
Exemple de dépression endogamique chez le cheval.

Le Frison a pour particularité de n'avoir jamais connu d'introgression du Pur-sang, au contraire de la grande majorité des races de même taille.
Il existe trois lignées de Frison, nommées d'après trois étalons reproducteurs à l'origine de la race actuelle : la lignée Ritske, la lignée Tetman et la lignée Age. La gestion de la consanguinité représente la principale difficulté pour son élevage. La race a subi un goulet d'étranglement de population peu après son établissement, ce qui a provoqué une grande perte en diversité allélique.
Les éleveurs doivent donc surveiller le risque de dépression endogamique. Le taux de consanguinité général du Frison par génération est établi à environ 1,5 %, soit au-dessus du taux critique de 1 %. La croissance substantielle de la population de Frison permet de réduire le taux de consanguinité, à condition de suivre un programme de conservation pour réduire la perte allélique.
Un système de calcul de coefficient de consanguinité a été mis en place, avec la recommandation de ne pas dépasser un taux de 5 %. Cependant, 25,7 % de la population de Frison sud-africaine et namibienne souffre de consanguinité, avec un record établi à 27,8 % de taux de consanguinité pour le sujet le plus consanguin.

### Santé

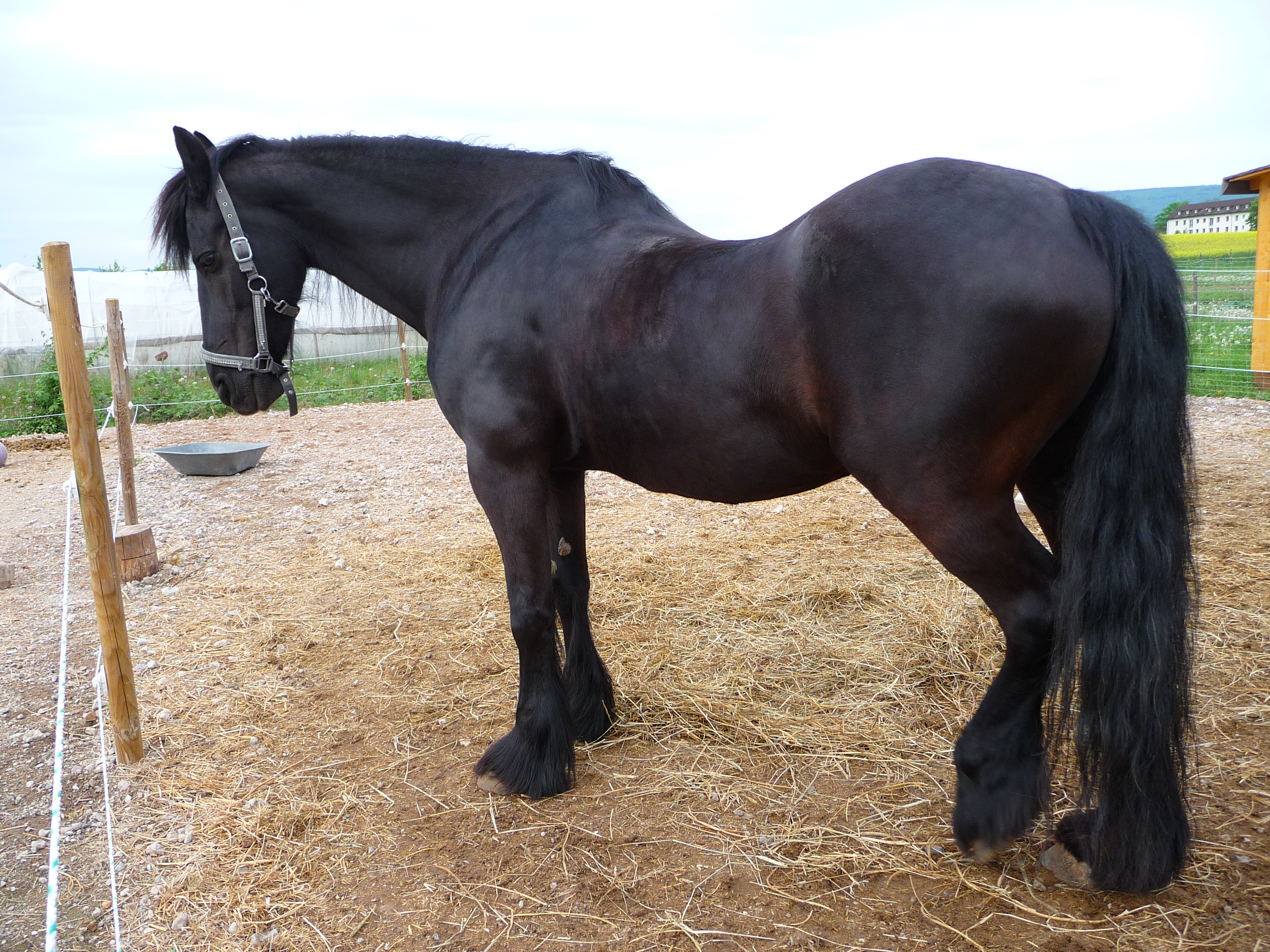
Frison souffrant d'un ensellement prononcé.

Le Frison est victime de nombreux problèmes de santé liés à sa consanguinité, ce qui a conduit à questionner si cette race pourrait constituer un « challenge pour les vétérinaires équins »,. La race semble prédisposée à la dégradation du collagène et aux troubles du tissu conjonctif.

#### Hydrocéphalie
La prévalence de l'hydrocéphalie est particulièrement élevée chez le Frison : elle se caractérise par des dilatations tétraventriculaires et veineuses, ainsi qu'une malformation de l'os pétrosal et un rétrécissement du foramen jugulaire. Ce type d'hydrocéphalie est également reconnu chez l'humain et le chien, et relié génétiquement à la chondrodysplasie. La cause de l'hydrocéphalie est une mutation faux-sens localisée sur le gène B3GALNT2, à transmission autosomique récessive.
Le génotypage de 83 Frisons sélectionnés aléatoirement à Mexico montre que la fréquence du gène muté responsable s'établit à 9,6 %.

#### Nanisme
Le nanisme, présent également à haute fréquence chez cette race, est causé par une mutation sur le gène B4GALT7 du chromosome 8. Il s'apparente à l'osteochondrodysplasie, étant caractérisé par une croissance lente et faible des membres (qui restent 25 % plus court que la moyenne), et une croissance rapide de la longueur du dos et du volume de la tête, aboutissant à une morphologie disproportionnée par comparaison à la norme. La localisation du gène est proche de celle qui cause différentes formes de nanisme chez l'être humain.

#### Mégaœsophage
Le mégaœsophage est aussi un problème de santé courant chez le Frison,. Pouvant conduire à l'étouffement et à la mort, il se caractérise par une hypertrophie musculaire œsophagienne caudale marquée touchant les muscles lisses, sans fibrose évidente, ni dégénérescence. Sur la base des chevaux admis à la clinique vétérinaire universitaire d'Utrecht, sa fréquence chez la race est établie à environ 2 %.

#### Rupture de l'aorte
Une forme rare de rupture aortique située près du ligament artériel a été caractérisée chez le Frison, sur la base de 24 cas répartis sur 13 ans ; certains chevaux sont morts sans symptômes précurseurs, d'autres ont fait des coliques, des œdèmes périphériques et des tachycardies avant l'arrêt cardiaque fatal. C'est généralement une rupture de la crosse aortique près du ligament artériel, accompagnée d'une hémorragie et d'une fistule aorto-pulmonaire, qui a causé la mort. Les causes semblent résider dans un trouble affectant le collagène de l'aorte. Il n'existe cependant pas de preuves d'altération des propriétés biomécaniques de la paroi aortique. Une déficience légère en élastine, avec une hypertrophie compensatoire des cellules musculaires lisses, a été suggérée. Il s'agit peut-être de processus impliqués dans la cicatrisation et la formation d'anévrismes. La rupture aortique du Frison est qualitativement différente de celle qui peut survenir chez le cheval de sport, dans la mesure où le Frison présente une aorte plus rigide. La concentration des glycosaminoglycanes dans le collagène est significativement différente, soulignant l'existence d'un problème systémique chez le Frison.
La faible base génétique de la race rend très probable l'hypothèse d'une susceptibilité d'origine génétique. Le diagnostic est possible par ultrasons.

#### Distichiasis
Les cas de distichiasis (deuxième rangée de cils) chez des chevaux sont connus essentiellement chez le Frison, provoquant des irritations et ulcérations de la cornée ; il est établi qu'il existe une prédisposition héréditaire et raciale. La cause de ce développement anormal des cils est une délétion de 16 kb sur ECA13, dans une région intergénique.

#### Allergie aux piqûres d'insectes
Le Frison est souvent touché par une maladie allergique saisonnière de la peau, causée par des piqûres d'insectes de type Culicoides ; l'analyse de 3 453 poulinières frisonnes néerlandaises conclut que 18,2 % de ces juments sont affectées, et que cette sensibilité a des causes génétiques héritables. La dermite estivale se manifeste chaque année à l'approche de l'été ; le cheval affecté peut être apaisé par le port d'une couverture protectrice, mais ses démangeaisons rendent parfois impossible tout travail monté. La dermite estivale est plus fréquente chez les juments Frison que chez les juments de race Shetland ; par ailleurs la sévérité de l'affection augmente en fonction du climat, les climats les mieux tolérés étant ceux caractérisés par beaucoup de jours de pluie et de froid, et peu de jours de chaleur. Les régions du génome impliquées dans cette sensibilité aux insectes ont été déterminées.

#### Autres problèmes de santé
Les juments font souvent de la rétention placentaire, dont les causes sont au moins partiellement liées à la consanguinité. Chez les étalons reproducteurs, la consanguinité est soupçonnée de réduire la fertilité du sperme.
Le Frison peut souffrir d'ostéite axiale des os sésamoïdes proximaux et de desmitis du ligament intersésamoïdien dans les membres postérieurs : une recension de 12 cas (2002-2012) conclut que ce problème a été essentiellement repéré chez cette race. Le lymphœdème chronique progressif existe aussi chez le Frison, mais sa nature génétique est probablement complexe.
Un cas de cirrhose sévère du foie avec anémie du corps de Heinz, causé par une accumulation hépatique de cuivre, a été étudié chez un étalon Frison de 6 ans.

## Utilisations
Le Frison est apte tant à la selle qu'à l'attelage,. Il a longtemps été présenté comme un cheval uniquement apte à l'attelage et au spectacle, mais sa sélection sportive a évolué.
Ses disciplines de prédilection sont l'attelage et le dressage. Historiquement, il était utilisé comme cheval de luxe par les aristocrates, les bourgeois et les agriculteurs frisons qui montraient leurs chevaux en public, que ce soit pour se rendre à l'église, ou bien sous la selle ou attelés lors de fêtes et de courses locales. Il pouvait aussi être utilisé dans les fermes hollandaises, pour ramasser les foins.
Les capacités sportives du Frison varient légèrement en fonction de la lignée.

### Attelage
L'attelage est la discipline sportive la mieux adaptée au Frison,, la race étant avant tout un cheval carrossier. Ses allures, relevées et brillantes, sa prestance, sa docilité et son trot énergique l'y rendent très populaire, ; il se déplace en effet avec un mouvement haut des genoux.
Il est toujours très apprécié lors d'épreuves d'attelage de tradition,,. Il est représenté dans l'animation des mariages et d'autres cérémonies. Les officiels sont parfois reçus aux Pays-Bas par le carrosse attelé de la reine. Le Frison est aussi historiquement apprécié pour la traction de corbillards traditionnels, en raison de son apparence, de son tempérament calme et de sa couleur noire. Un tel équipage a notamment tracté le cortège funèbre du duc de Wellington au XIXe siècle ; la traction des corbillards anglais royaux reste assurée par des Frisons. Un équipage de Frisons attelé effectue la promotion de la société Harrods à Londres.
En attelage sportif, un cheval de type sportif, aux allures moins relevées, est préférable pour concourir. D'après Delylle, le Frison est souvent très performant en maniabilité (dressage) à l'attelage, mais moins en marathon attelé. Il manque en effet de souffle et de force dans ce type d'épreuve,,. Il peut cependant être entraîné sur son endurance attelé, et ne craint généralement pas le passage de l'eau (gué). En 2004, un équipage de Frisons a participé à la route du littoral, une randonnée attelée de 240 km, en terminant à la seconde place.
Le Frison peut aussi concourir en TREC attelé. En 2005, une jument Frison est arrivée à la septième place du championnat de France de cette discipline.

Attelages de Frisons
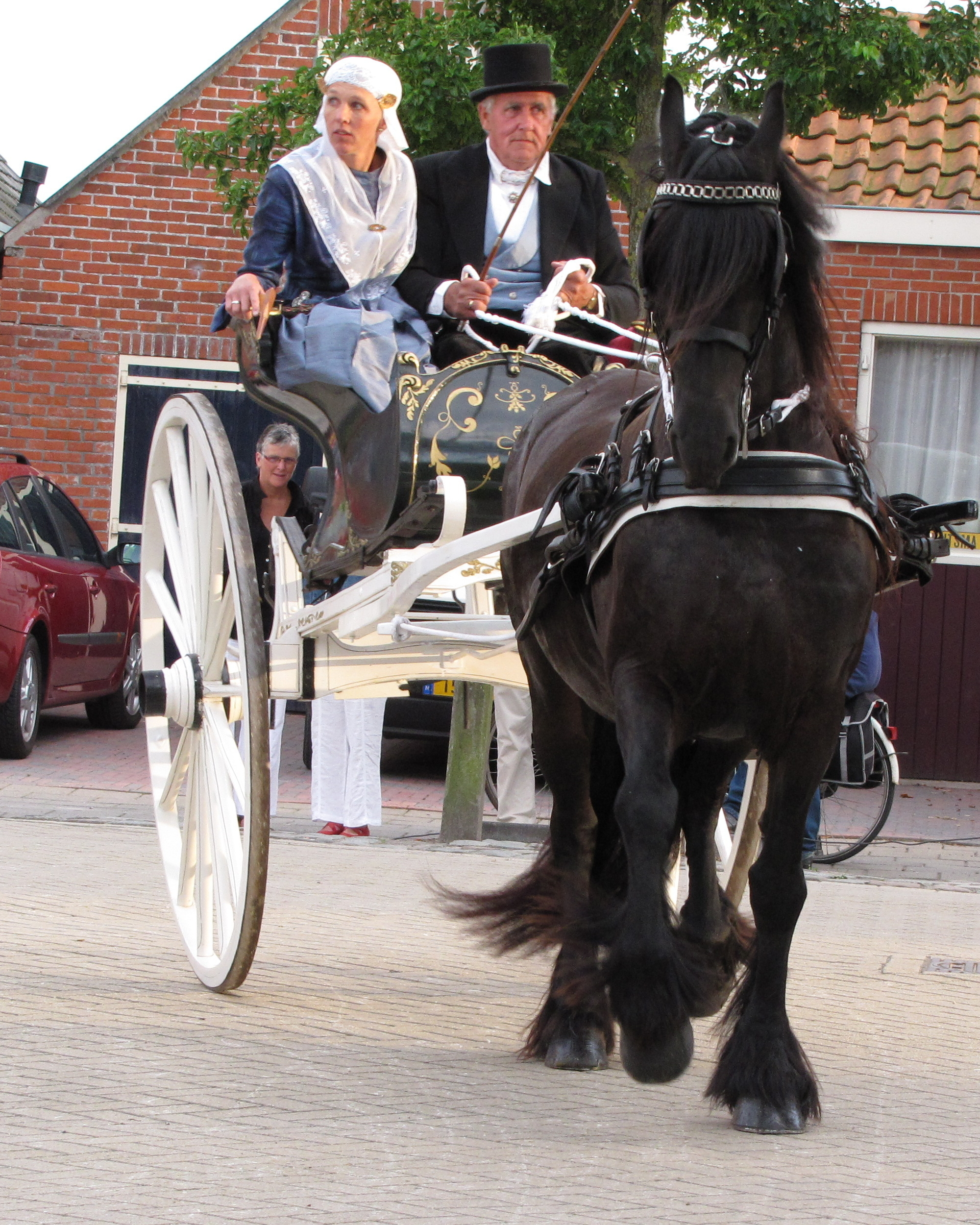
Attelage traditionnel à la chaise frisonne
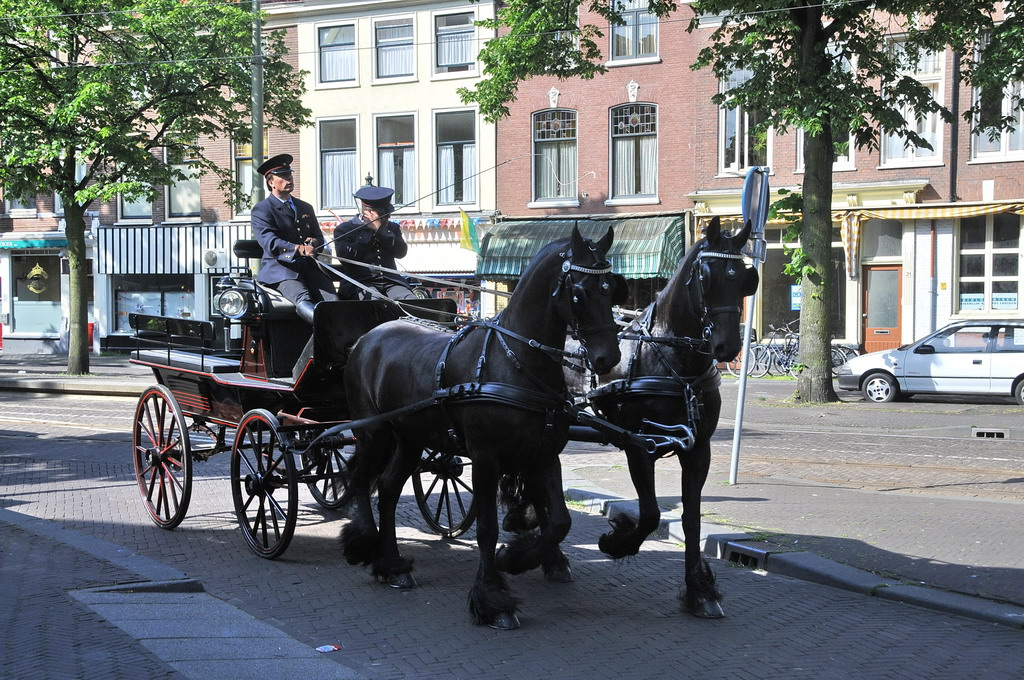
Attelage traditionnel de deux Frisons, aux Pays-Bas.
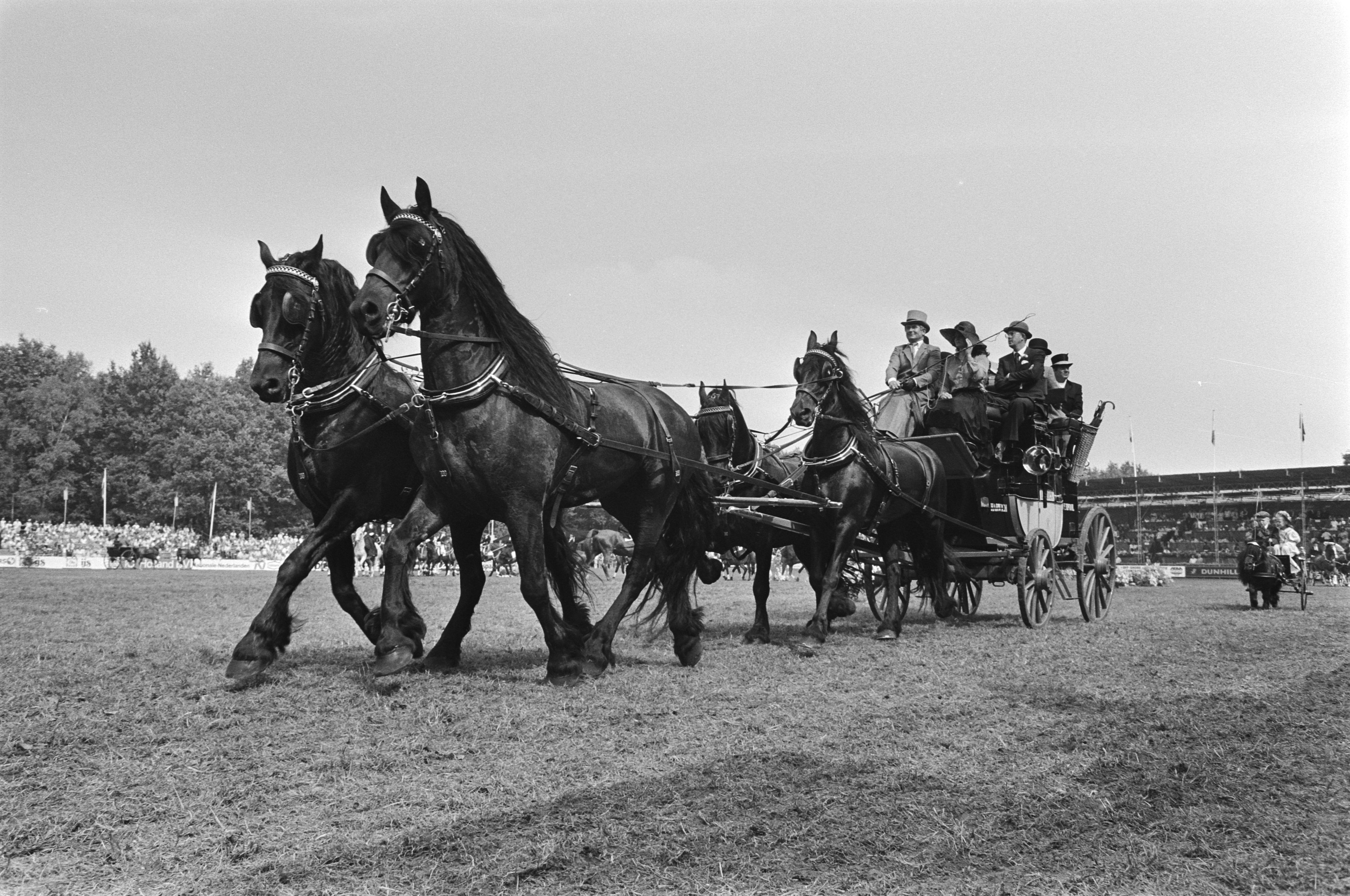
Attelage à quatre, Rotterdam, 1983

Le Frison est historiquement prisé pour les courses de trot sur courte distance dans son pays d'origine, dans de petits véhicules hippomobiles à un ou deux chevaux, nommés les sjee (chaise frisonne), à l'origine de l'hippomobile français « chaise ». Il est fréquent de voir le Frison en attelage à quatre. Il arrive de voir des attelages comptant jusqu'à dix chevaux, voire douze, ou même vingt-et-un aux Pays-Bas.
D'après Delylle, un bon Frison d'attelage doit avoir un poitrail éclaté, une épaule musclée et un dos court.

### Dressage

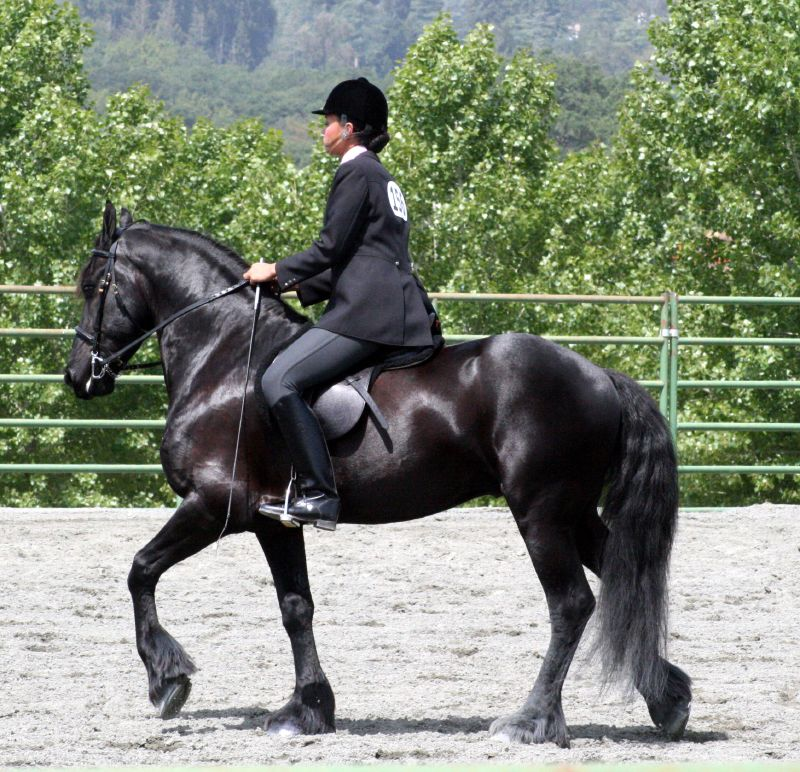
Frison monté pendant un concours de dressage, aux États-Unis.

Le dressage est adapté au Frison, grâce à sa capacité à se rassembler et à exécuter des airs relevés tels que le piaffer et le passage,. Sa prestance, ses allures et son style y peuvent être appréciés. L'élevage spécialisé a donné des chevaux plus légers, dotés d'un meilleur galop. Pour concourir dans cette discipline, il faut éviter les chevaux trop lourds et dotés de peu d'impulsion, ainsi que ceux construits en descendant et dotés d'une encolure et d'une épaule courtes. Le Frison reste cependant moins performant que les chevaux de dressage allemands. Il peut rencontrer des difficultés dans les allongements de l'allure du pas. Le galop est généralement un point faible.
Le Frison est désormais assez bien représenté sur les terrains de concours de dressage, dans la plupart des pays,. En France, son modèle considéré comme trop typé suscite souvent des discriminations de la part du jury,, notamment pour noter l'épreuve de changement de pied au galop. Le Frison Adelprag Anders 451 a concouru aux Jeux équestres mondiaux de 2014 pour l'Afrique du Sud, sous la selle de Chere Burger. La cavalière d'origine allemande Sabine Shut Kery dresse des Frisons pour le niveau des Grand Prix.

### Cirque, spectacle équestre et voltige

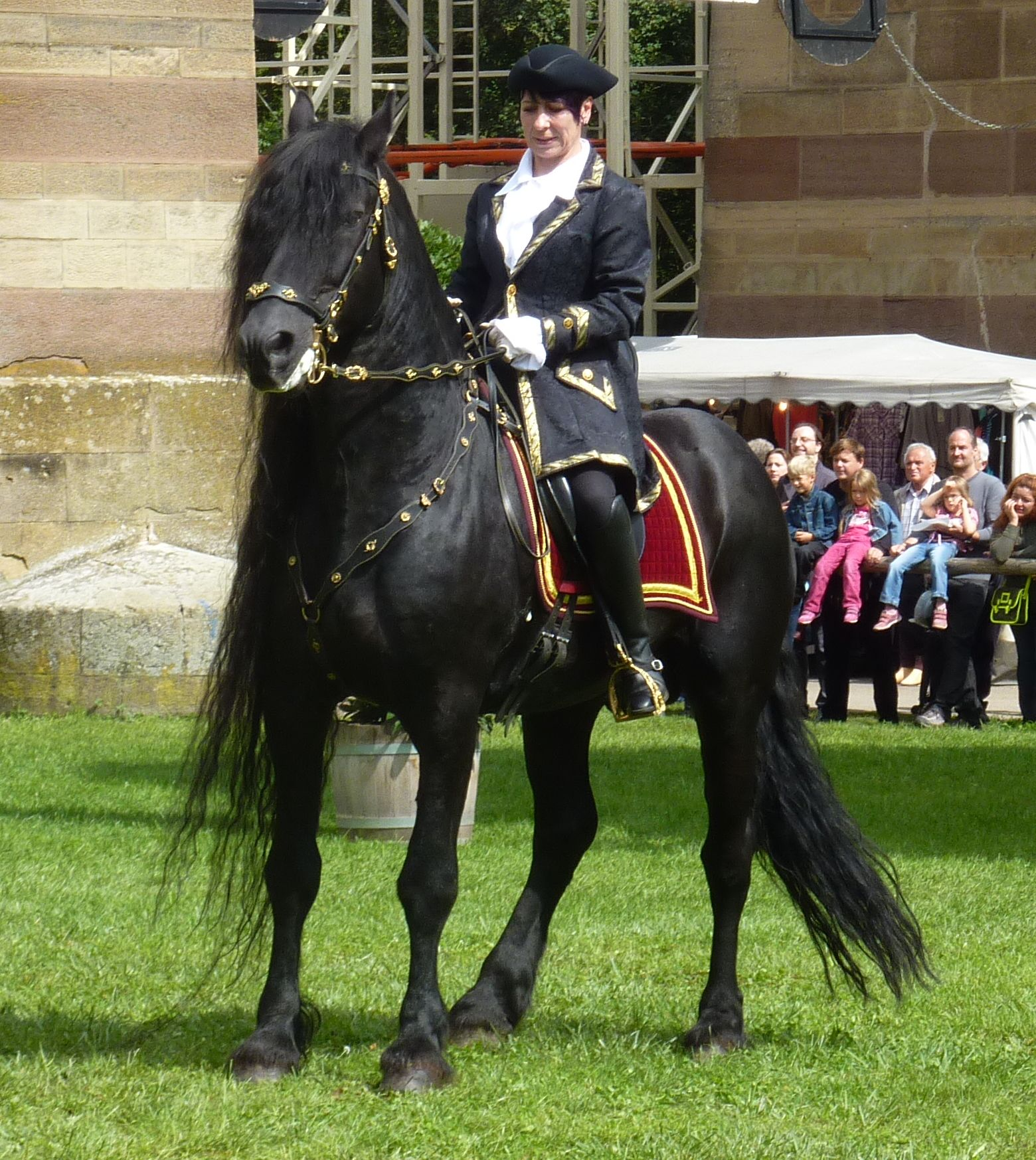
Spectacle équestre de reconstitution historique avec un Frison, au Pferdemarkt Bietigheim de 2013, en Allemagne.

Le cirque et le spectacle équestre sont très demandeurs, et emploient régulièrement des chevaux Frisons,. Il est ainsi l'une des races de chevaux les plus présentes en spectacle et au cinéma, en particulier avec des cavaliers et meneurs costumés en tenues du passé,.
Son physique, sa docilité et son intelligence sont autant de qualités nécessaires pour briller dans ces disciplines. C'est souvent à cette occasion que le Frison fait découvrir ses aptitudes pour la Haute école,. Il est aussi très apprécié pour du spectacle en liberté.
Le Frison peut devenir un bon cheval de voltige si ses allures sont régulières, si son dos est suffisamment musclé et son modèle relativement massif ; son tempérament généralement calme malgré les mouvements des voltigeurs constitue un atout.

### Concours de modèle et allures
Les Frisons néerlandais et français sont présentés dès leur plus jeune âge en concours de modèle et allures, après un entraînement dédié. Ce type de présentation demande des compétences particulières, pour courir à côté du cheval et mettre en valeur l'animal présenté. Traditionnellement, le présentateur est habillé en blanc. Les concours néerlandais attirent de nombreuses familles venues admirer leurs chevaux locaux. Ils débutent par une présentation à l'arrêt durant laquelle le cheval est examiné de près, puis une présentation en mouvement, au pas en triangle et au trot en ligne droite. La qualité des allures, l'amplitude, l'engagement des postérieurs et l'équilibre sont alors jugés. Les juments suitées sont, de plus, évaluées sur la qualité de leur poulain.

### Autres utilisations sportives
Certains Frisons sont montés en équitation de loisir. Le TREC monté et la randonnée sont des disciplines où on retrouve parfois des Frisons, grâce à leur caractère franc et leur aisance en terrain varié. Ils peuvent sauter des petits obstacles naturels. Ils doivent cependant être protégés des fortes chaleurs estivales. Le Frison peut être monté en amazone, en particulier s'il dispose d'un dos large et d'un trot confortable : l'élégance de cette race le rend apprécié des cavalières.
C'est dans l'endurance, au saut d'obstacles et cross de concours complet d'équitation que le Frison montre ses moins bonnes performances,. Il ne possède pas une grande résistance à un effort intense et durable. Il ne peut participer qu'à des parcours d'endurance courts, à petit niveau. Les parcours d'obstacles sont possibles seulement à faible hauteur, et sans chronométrage.

### Croisements

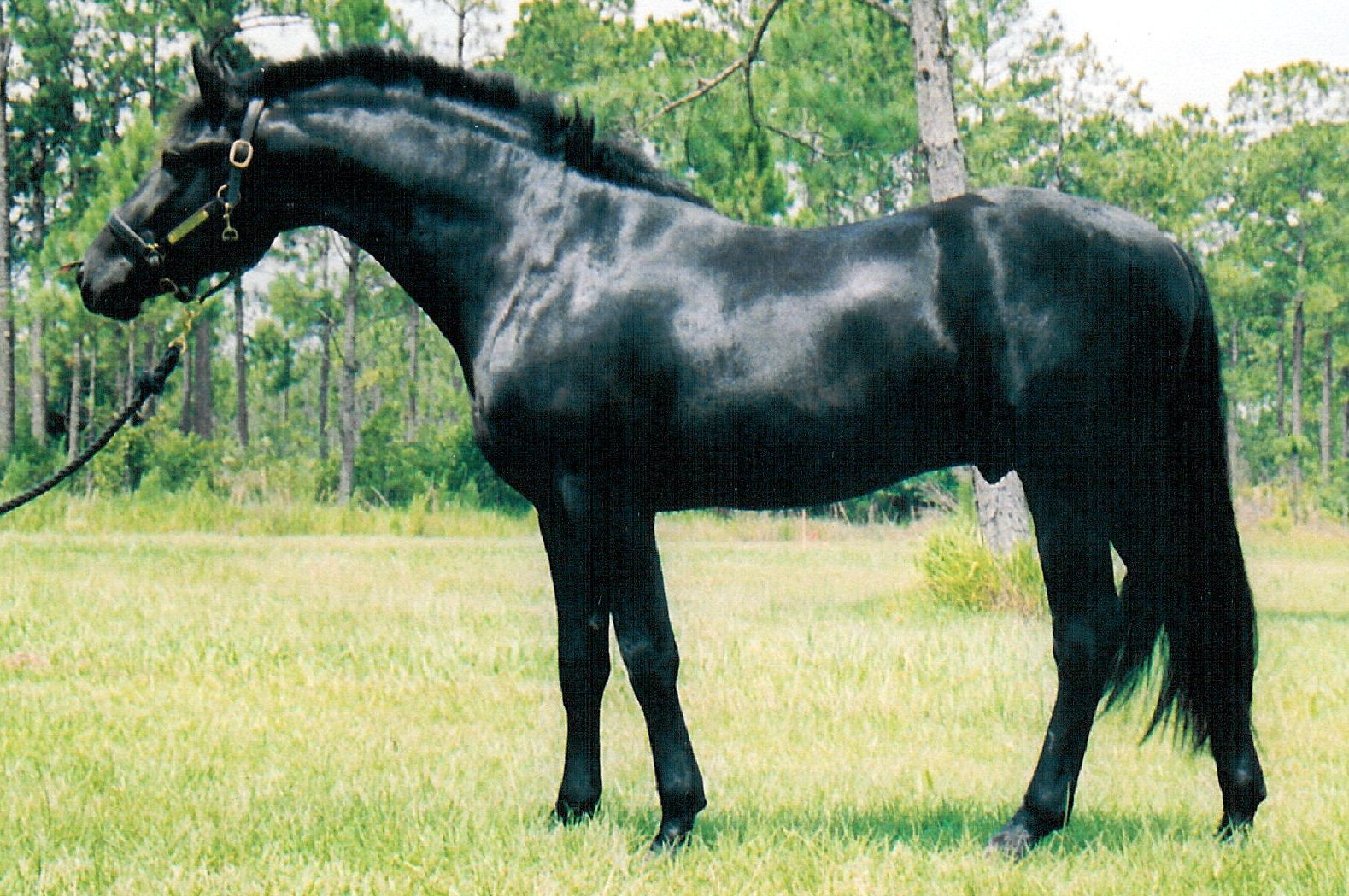
Cheval de sport frison.

Les habitants de la Frise étant navigateurs et commerçants, de très nombreuses races de chevaux européennes ont été influencées par le Frison au fil des siècles,, en particulier des races trotteuses,,. C'est le cas du Kladruber tchèque, du Nonius hongrois, de l'Oldenbourg, au XVIIe siècle et du alt-Württemberger allemands, du Frison oriental, et du Groningen. Durant son apogée, le Frison a été importé vers le haras de Frederiksborg et le haras de Kladrub (en 1771).
En raison de la proximité commerciale et militaire entre les Pays-Bas et la Grande-Bretagne, l'influence du Frison se retrouve chez de nombreux chevaux britanniques. L'auteur anglais Anthony A. Dent soutient que le Frison entre parmi les ancêtres de l'Old English Black, et des poneys Dales et Fell. Ces deux races de poneys partagent en effet le même cluster de gènes que le Frison, qui leur ressemble beaucoup. On retrouve l'influence frisonne chez le Shire (via l'Old English Black des Midlands), le Hackney,, le trotteur Norfolk, le Clydesdale et le Welsh cob.
Le Frison a aussi influencé le Frederiksborg danois, le Døle Gudbrandsdal norvégien,, le Selle suédois, le Torik estonien ou encore le trotteur d'Orlov russe,, et le Poitevin mulassier français. Si certaines sources soulignent des ressemblances entre le Frison et le Mérens,,, d'autres notent l'absence de croisement entre ces deux races.
On retrouve l'influence du Frison chez le Murgese et le Bardigiano en Italie. En Afrique du Sud, la race est populaire en croisement : le Vlaamperd en est issu, en raison d'exportations réalisées pour le baron Clemans van Nagel ; il a aussi été croisé avec le Hackney, le cheval des Boer et des races de trait.
Enfin, le Frison a influencé le Tennessee Walker et le Kentucky Saddlebred aux États-Unis. Jenne Mellin a postulé dans son livre The Morgan Horse (1961) que cette race descende directement du Frison, en raison de ses crins abondants et de son trot rapide. Judith Dutson propose l'hypothèse que le Conestoga descende du Frison, certains journaux datés de 1795 et 1796 présentant cette race comme étant un trotteur d'origine hollandaise. Les croisements de Frisons avec d'autres races, nommés Friesian crossbred aux États-Unis, sont très appréciés.

#### Arabo-Frison et cheval de sport Frison

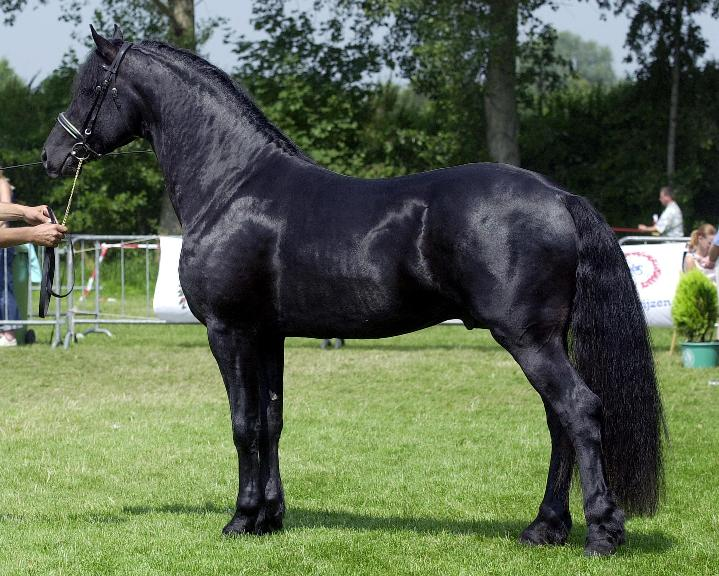
Arabo-frison.

L'Arabo-frison résulte de croisements entre l'Arabe et le Frison. Il présente une longue encolure, associée au port de tête relevé et recourbé du Frison. La sélection, très rigoureuse, tend à l'uniformisation du type. L'Arabo-frison doit mesurer plus d'1,52 m à l'âge de trois ans, une taille minimale de 1,58 m étant requise pour les étalons. Comme chez le Frison, la robe noire est la seule autorisée.
Le cheval de sport frison, une race de croisement américaine, doit présenter un phénotype de cheval de sport plutôt que de trotteur, et des origines à minimum 25 % Frison.

#### Ispazon et Warlander

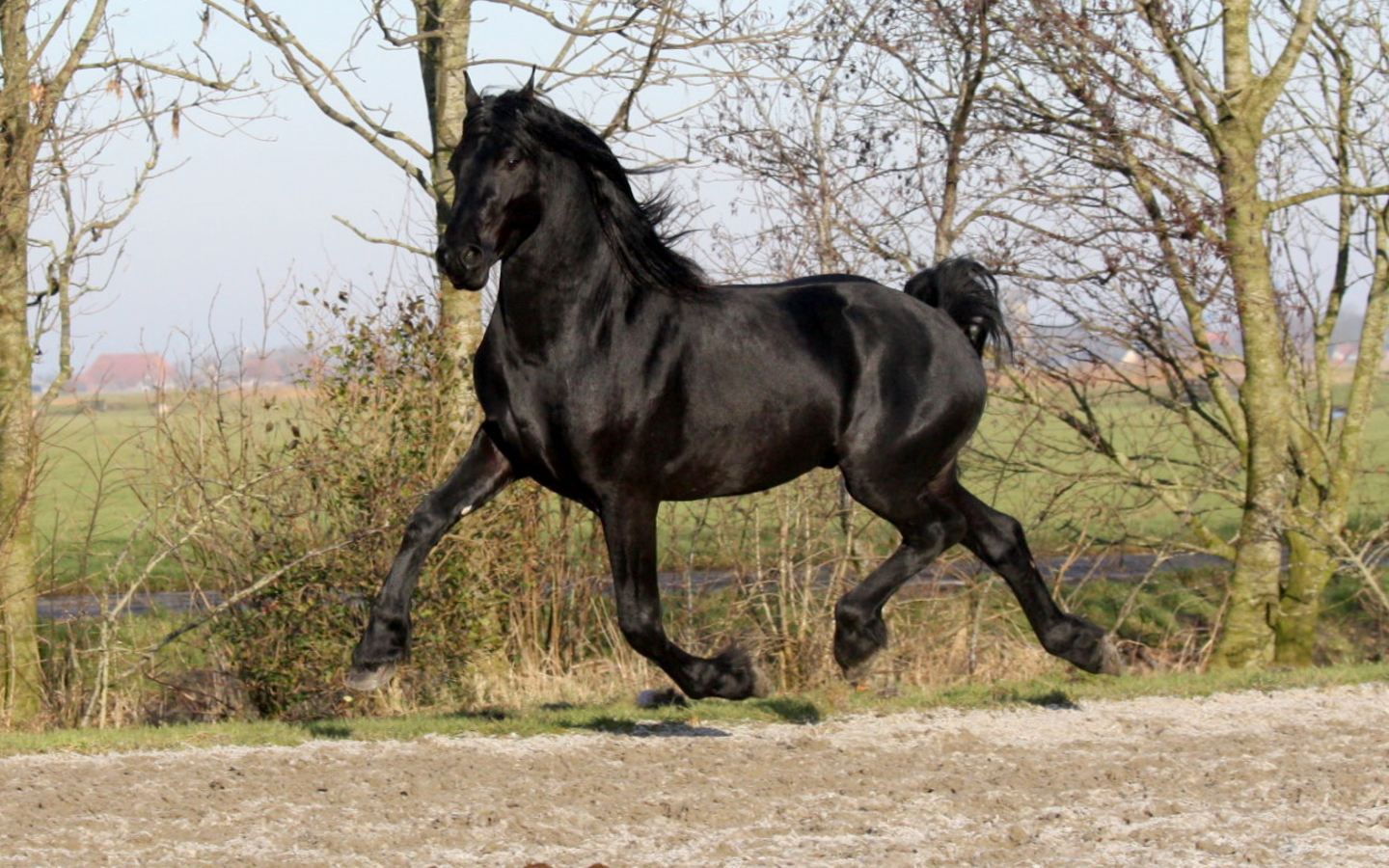
Warlander.

L’Ispazon et le Warlander sont issus du croisement entre un cheval de race Frison et un cheval ibérique, à savoir Pure race espagnole ou Lusitanien. Cette race n'étant pas reconnue en France, les chevaux issus de ce croisement sont enregistrés en Origines Constatées. Aux États-Unis et en Australie, ce croisement porte le nom de Warlander.

## Diffusion de l'élevage

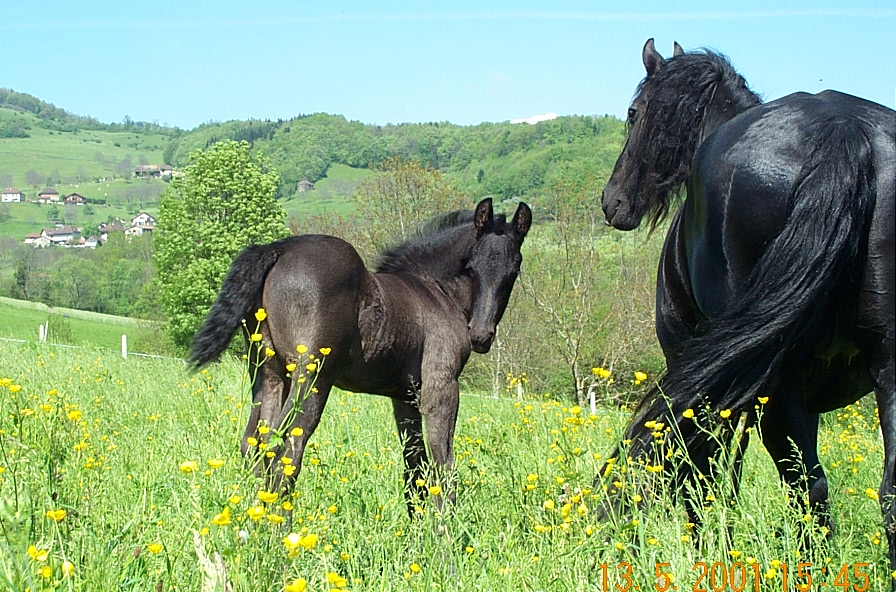
Jument et poulain Frison.

Le Frison est désormais élevé dans un grand nombre de pays à travers le monde,, dont la plupart des pays d'Europe. En effet, il est présent dans plus de 50 pays. Le cheptel international s'est accru, passant de 40 000 chevaux en 2002, à près de 60 000 en 2012. Cela en fait une race populaire et répandue,,.
Environ 90 étalons et 20 000 juments donnent naissance à 6 000 poulains chaque année.
Les meilleurs chevaux sont toujours élevés en Frise, et parfois acquis pour être exportés aux États-Unis. La FPS gère toutes les associations d'élevage de Frison, même hors des Pays-Bas.
Le Frison est très onéreux à l'achat. Les poulains au sevrage se négocient pour 3 800 à 9 000 € (en 2006), selon leurs origines. La valeur de vente d'un Frison dépend pour beaucoup des primes qu'il a obtenues en concours de modèle et allures. Une jument Ster de trois ans atteint une valeur moyenne de 20 000 €. Une jument Model peut se vendre jusqu'à 80 000 €. La valeur d'un étalon Stamboek augmente énormément en raison des exigences drastiques de sélection : il peut se vendre entre 155 000 € et plus d'un million d'euros. L'achat d'un Frison est généralement moins onéreux aux Pays-Bas qu'en France. Il arrive que de faux Frisons soient vendus pour beaucoup moins cher : il s'agit de chevaux issus de croisements, par exemple avec le Mérens ou bien le Selle français.

### Aux Pays-Bas
Aux Pays-Bas, l'élevage du Frison est très important : la FPS tient le deuxième stud-book de chevaux du pays, avec près de 12 000 membres inscrits aux Pays-Bas ou dans d'autres pays. Cette race de chevaux y est soumise à une sélection très forte, les conditions d'admission à la reproduction étant draconiennes. Le pays possède toujours le plus grand nombre de Frisons dans le monde, avec près de 27 600 chevaux en 2002, ce qui représente près de 47 % du cheptel international. En 2021, la population nationale néerlandaise est montée à 59 246 têtes.
L'un des plus vieux élevages de Frise, celui où est né l'étalon Anton 343 valorisé à 7 millions d'euros, a des lignées remontant jusqu'en 1898, et est géré par la famille Folkertsma et Pingjum.

### En Allemagne

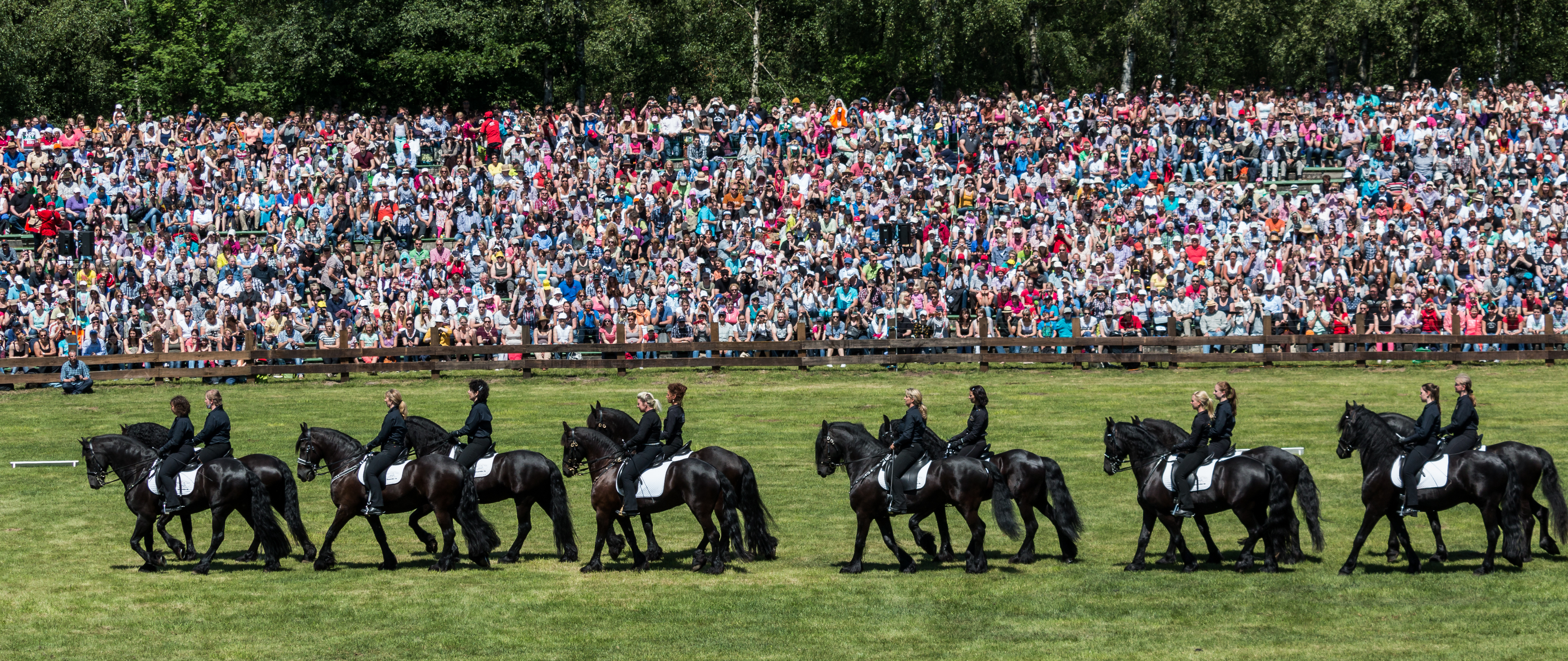
Carrousel de Frisons montés à Merfelder Bruch, Dülmen, Allemagne.

Le Frison est également bien présent en Allemagne, la population allemande représentant 11 % du cheptel international en 2002.
Dans ce pays, 4 311 Frisons sont dénombrés par la FPS en 2002, 366 chevaux de pure race Friesenperd étant répertoriés en Allemagne, dont 314 femelles inscrites au registre généalogique du Frison, par DAD-IS en 2021. L'association nationale est la Friesenpferde Zuchtverband e.V..

### En Belgique
La Belgique représente 3 % du cheptel international en 2002. L'élevage du Frison y est récent, seuls 9 poulains ayant été présentés en 1986, pour 91 en 1995.
La population belge est de 1 197 chevaux en 2002 selon la FPS, dont 272 inscrits au stud-book ; elle se situe entre 171 et 210 reproducteurs Frisons en 2013 selon DAD-IS. Une journée d'élevage est organisée chaque année à Zolder, permettant l'évaluation et le marquage des poulains.

### En France

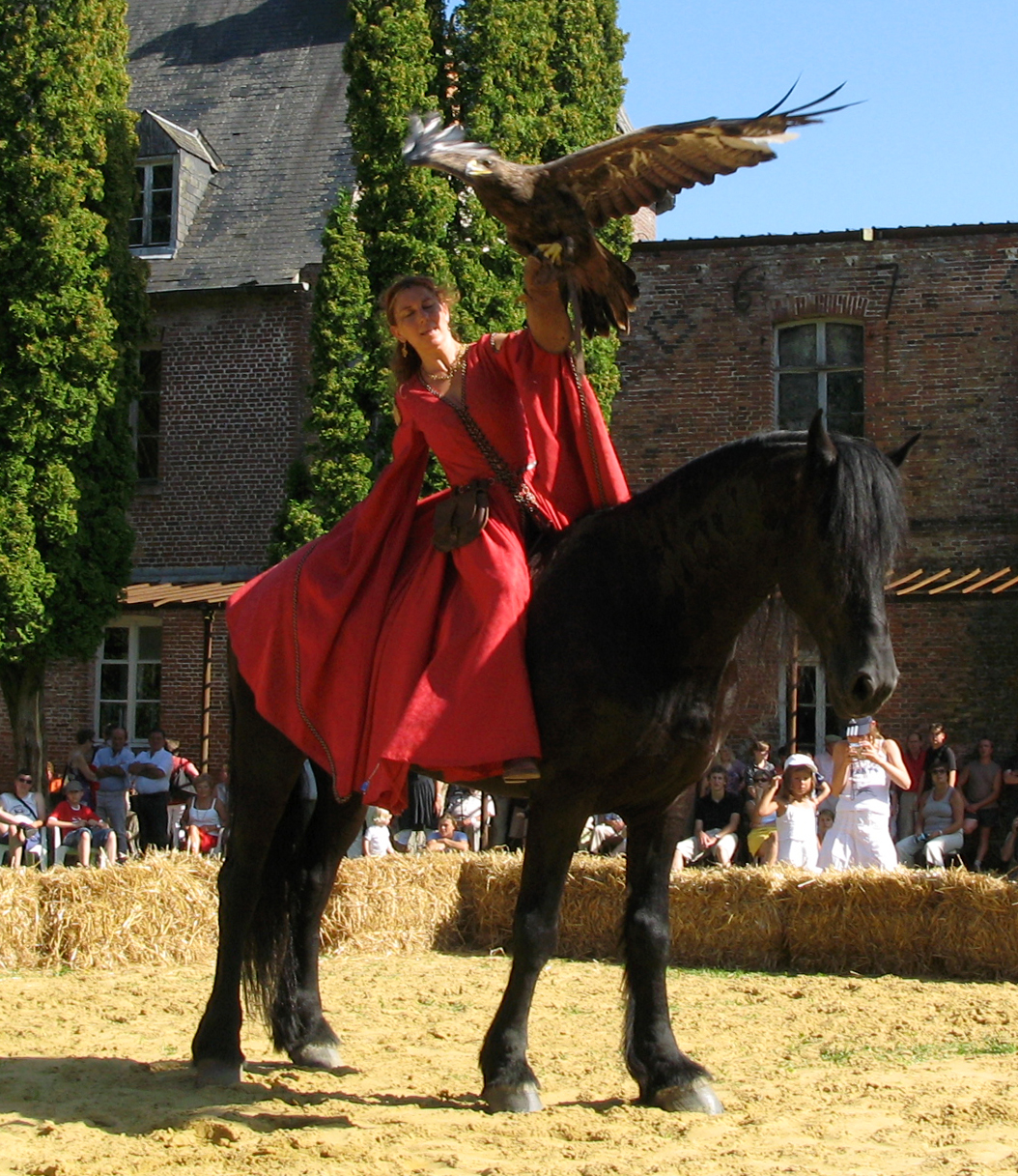
Spectacle équestre avec un Frison à Beaucamps-le-Jeune.

Les premières importations de Frisons en France ont lieu en 1977, mais il faut attendre 1982 pour voir la création de l'association de la race, l'AFCF, c'est-à-dire l’Association Française du Cheval Frison, représentante en France du stud-book hollandais,. Jusque dans les années 1990, le Frison reste peu connu en France.
L'élevage du Frison y est assez restreint du fait des exigences de sélection : la France n'a longtemps eu aucun étalon reproducteur sur son territoire, les éleveurs devaient donc importer de la semence congelée pour leurs juments,,. En 1992, la France compte 553 Frisons, contre 850 en 1996. En 2018, la France a six étalons en activité. Les éleveurs sont peu nombreux et dispersés sur tout le territoire, avec une plus forte présence en Auvergne. En 2017, on recense 34 naissances, ce qui représente seulement 1 % du total des immatriculations de races étrangères de chevaux de selle en France.

### En Amérique du Nord

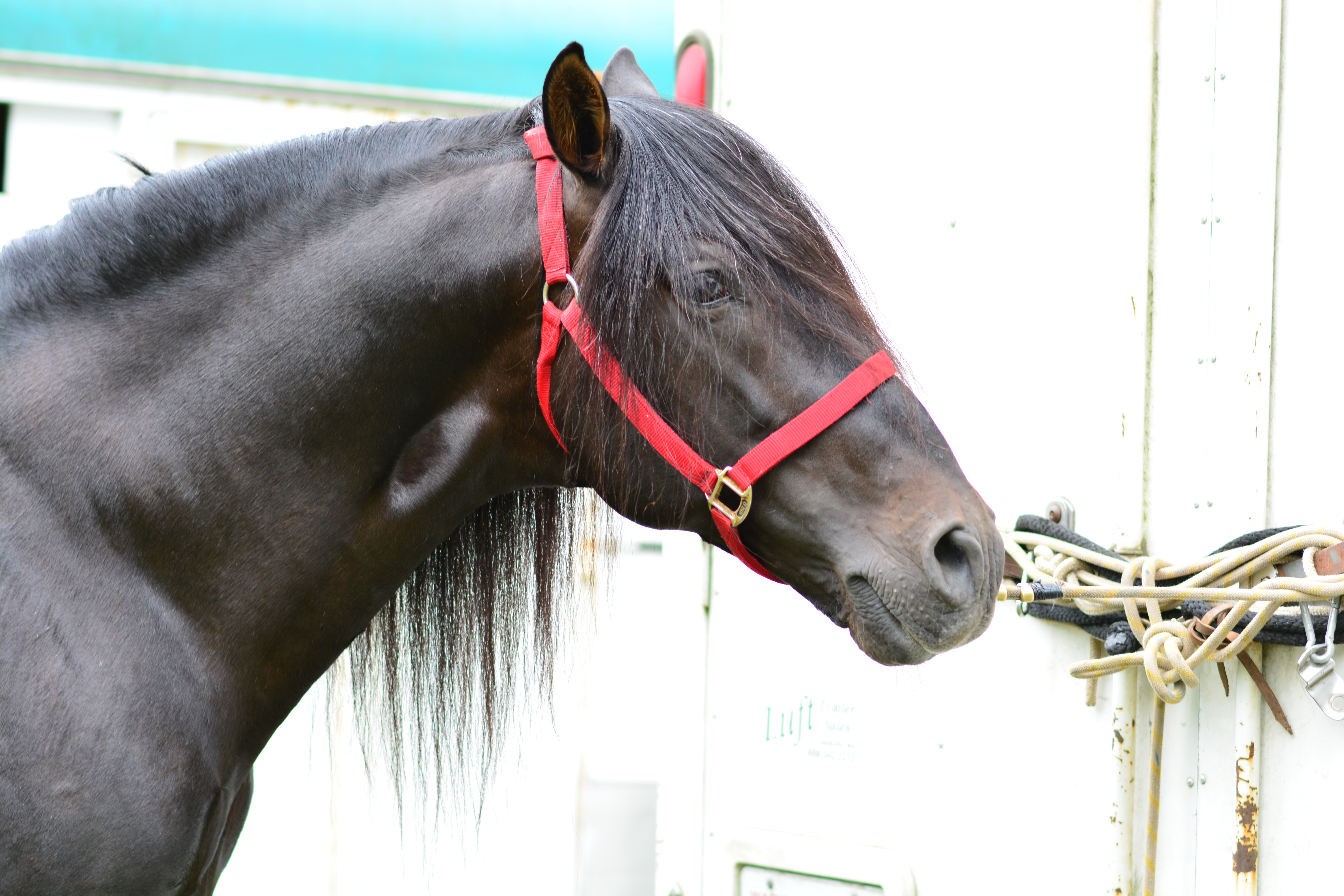
Frison préparé pour une parade à Seattle.

Le Frison est réintroduit en 1974 aux États-Unis par Tom Hannon, habitant de Canton dans l'Ohio. Cette première importation est suivie en 1976 par celle d'un étalon et de deux juments en Californie, suivis de trois juments et d'un poulain trois ans plus tard. Une association nationale est créée en 1983, pour soutenir le show annuel de la race, organisé chaque mois de septembre à Los Angeles. Cette compétition permet de voir des épreuves attelées, montées, et des présentations en main. Le Frison est désormais exposé dans toute l'Amérique du Nord.
La Friesian Horse Association of North America (FHANA) est l'association promouvant le Frison sur le territoire nord-américain. Affiliée à la Friesian Horse Society (FHS), elle n'enregistre que des chevaux en race pure et respecte les conditions fixées par le stud-book néerlandais. Les États-Unis possèdent ainsi en 2002 près de 3 000 Frisons et le Canada 400 Frisons, ce qui représente au total près de 9 % du cheptel international. Néanmoins, la race reste considérée comme rare aux États-Unis. Des sommes très importantes (jusqu'à 1 million d'euros) sont déboursées par des acheteurs américains.

### En Afrique du Sud et en Namibie
La première importation du Frison en Afrique du Sud concerne deux étalons et date de 1906. Elle est suivie d'importations diverses de reproducteurs depuis les Pays-Bas. Le faible nombre de chevaux de pure race au départ a entraîné de la consanguinité dans l'élevage en pure race par les éleveurs, mais aussi des croisements avec d'autres races, qui ont eu l'effet inverse, celui de réduire la consanguinité.
La Friesian Horse Breeders’ Society of South Africa (Société des éleveurs de Frison d'Afrique du Sud, FHBSSA) est créée en 1980 avec douze membres ; neuf ans plus tard c'est au tour du Friesian Horse Studbook of Southern Africa (Stud-book Frison d'Afrique du Sud, FPSSA) de voir le jour. La FHBSSA est reconnue par le gouvernement sud-africain, alors que le FPSSA est reconnu par la FPS et les organismes internationaux d'élevage du Frison.
La population sud-africaine se situait entre les 100 et 1 000 sujets en 1999 ; en 2004, le pédigrée de 696 chevaux a été fourni par la société des éleveurs sud-africains, qui gère également la population namibienne de Frisons. La race y est élevée essentiellement pour ses qualités esthétiques, les éleveurs consentant à des investissements financiers importants.

### Dans le reste du monde

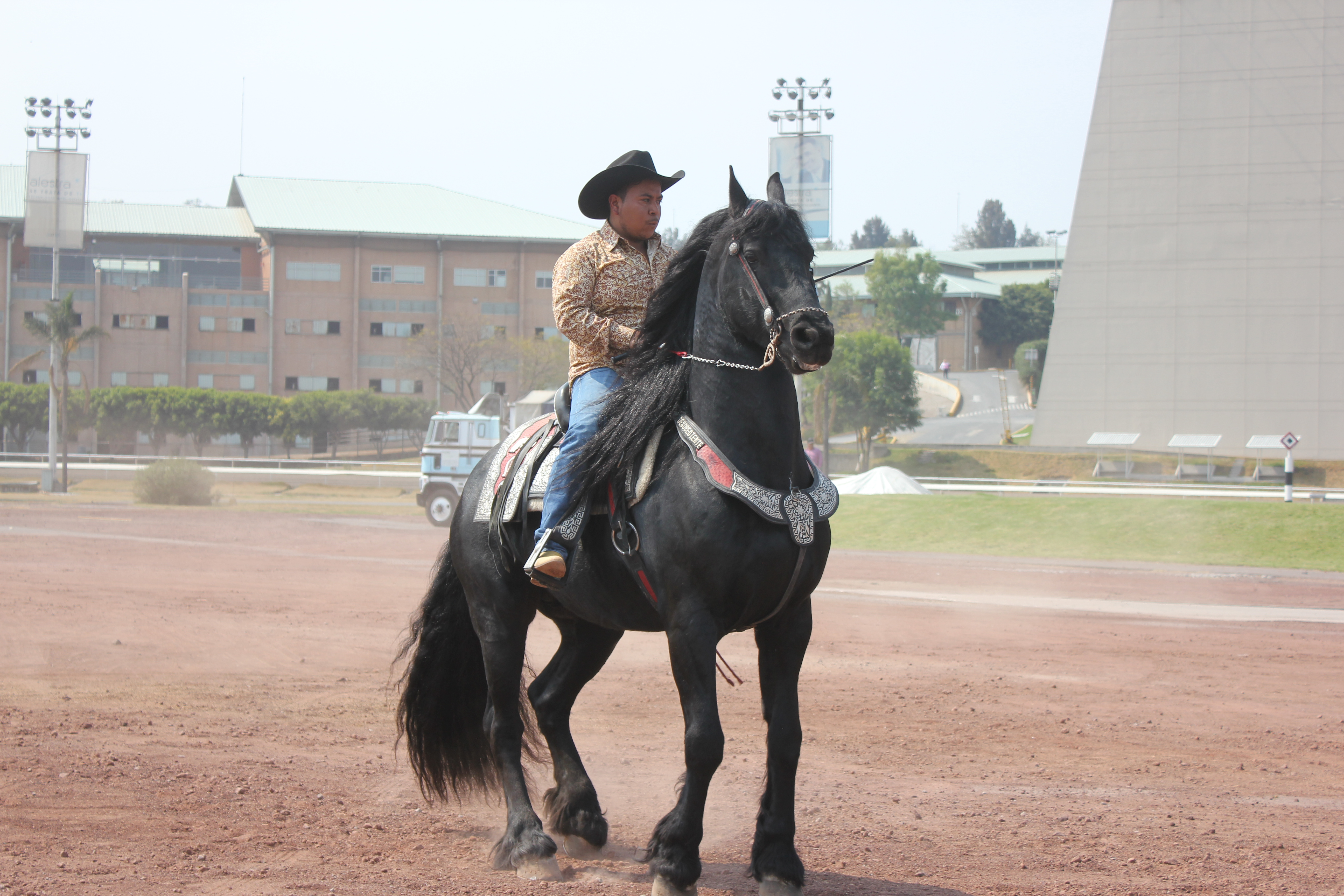
Ranchero mexicain montant un Frison à Mexico.

L'élevage du Frison existe aussi en Australie, au Chili, au Danemark, en Angleterre, en Autriche, en Suède, en Suisse, au Japon, ainsi que dans de nombreux autres pays,.
Il n'existe pas de données de population pour le Royaume-Uni. L'Australie compte entre 610 et 800 chevaux frisons en 2022.

## Impact culturel
Le Frison est une race iconique, l'une des races de chevaux les plus importantes au monde sur le plan culturel.

### Un symbole des Pays-Bas
Ce cheval est l'un des emblèmes des Pays-Bas, pays dans lequel il fait l'objet d'un véritable culte. Avec la prospérité économique des Pays-Bas, de nombreuses personnes voient leurs chevaux comme des symboles identitaires et expriment leur fierté nationale à travers cette race. Bien qu'il soit ancré dans une province néerlandaise, il est devenu également un symbole national hollandais. Il est omniprésent dans la décoration mobilière, tant intérieure qu'extérieure. D'après Savelkouls « Le cheval frison, qui avait été élevé pendant des siècles pour le commerce et conservé comme un cheval de luxe à tout faire, est devenu un symbole du patrimoine de la Frise - et une source de fierté frisonne ». Il s'associe à une valorisation symbolique de la notion de race pure, associée aux idées de noblesse et d'identité nationale. Le vétérinaire A. van Leeuwen (1903) et le président de l'école d'agriculture néerlandaise de Wageningue, L. Broekema, soulignent notamment ces points.
Jan van der Straet (1523-1607), au début des années 1580 a représenté un Phryso en gravure, réimprimé pendant une bonne partie du XVIIe siècle et présent dans de nombreuses bibliothèques érudites d'Europe. Sa gravure représente un étalon Frison des écuries de Don Juan d'Autriche. Ces gravures constituent cependant « des interprétations artistiques hautement idéalisées des chevaux plutôt que des représentations naturalistes ».

Représentations artistiques du Frison aux Pays-Bas
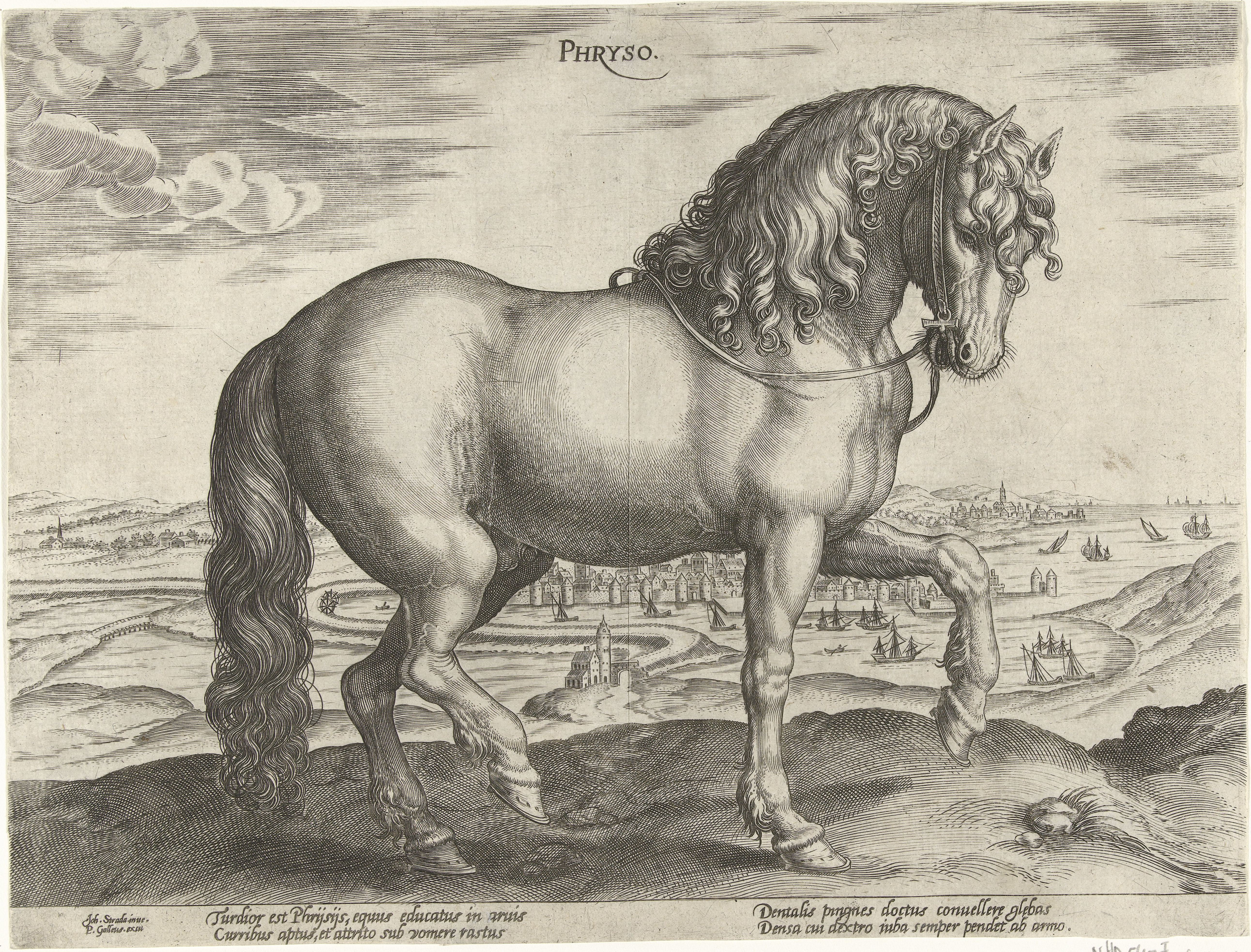
Gravure de Frison par Jan van der Straet (1523-1607)
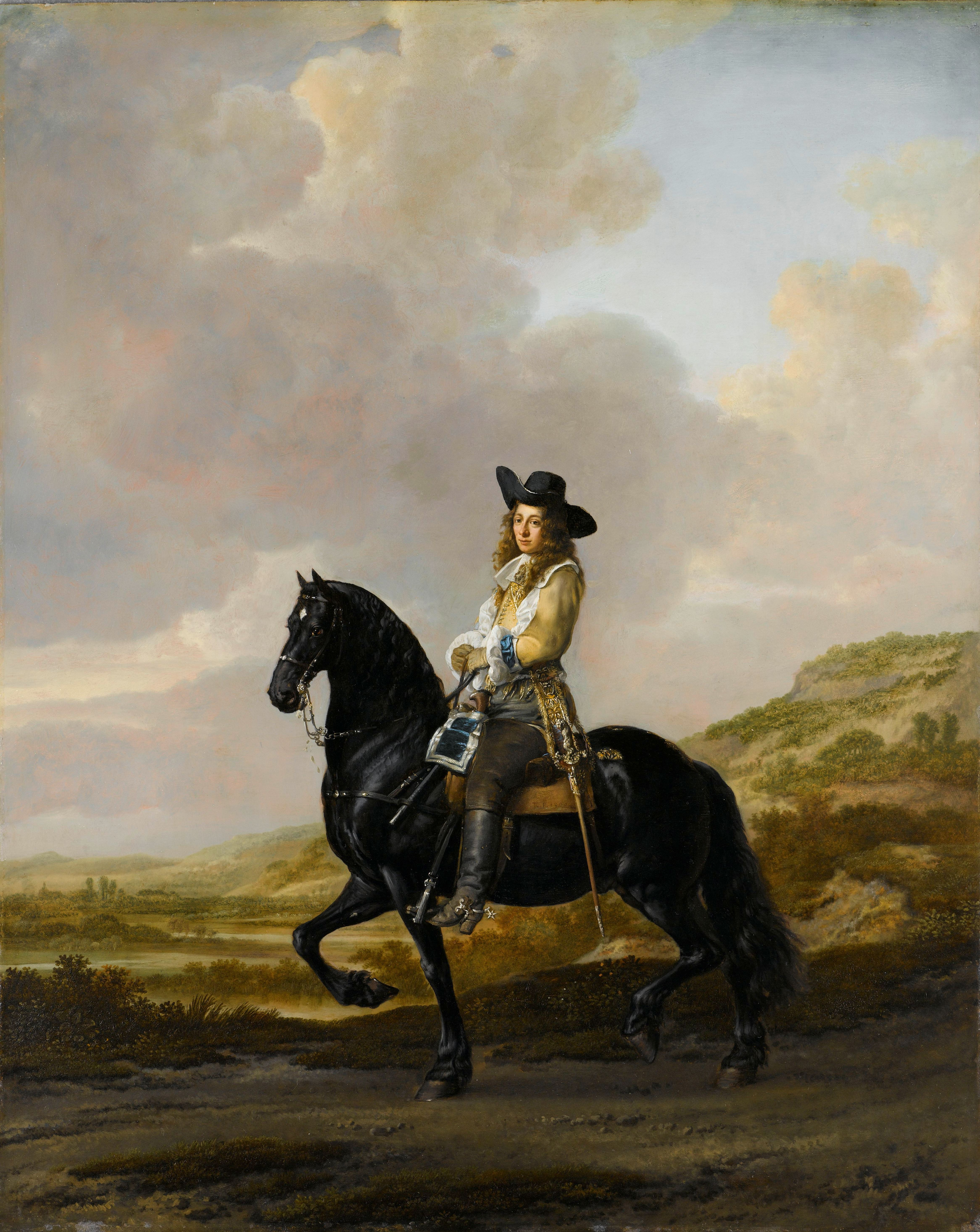
Portrait équestre de Pieter Schout par Thomas de Keyser (1596–1667)
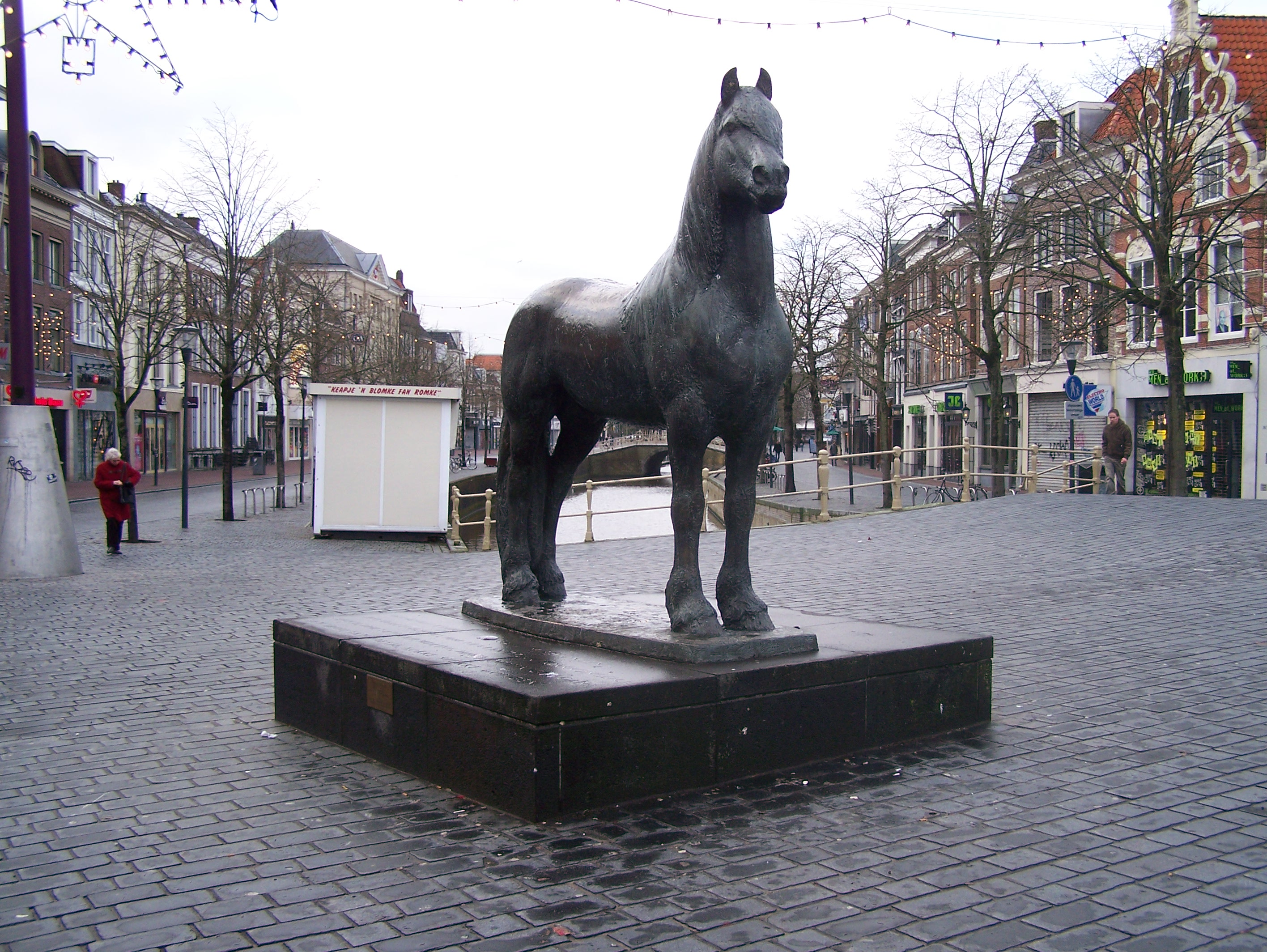
Het Friese Paard (« le cheval Frison »), statue créée par Auke Hettema en 1981, dans la Nieuwestad de Leeuwarden.
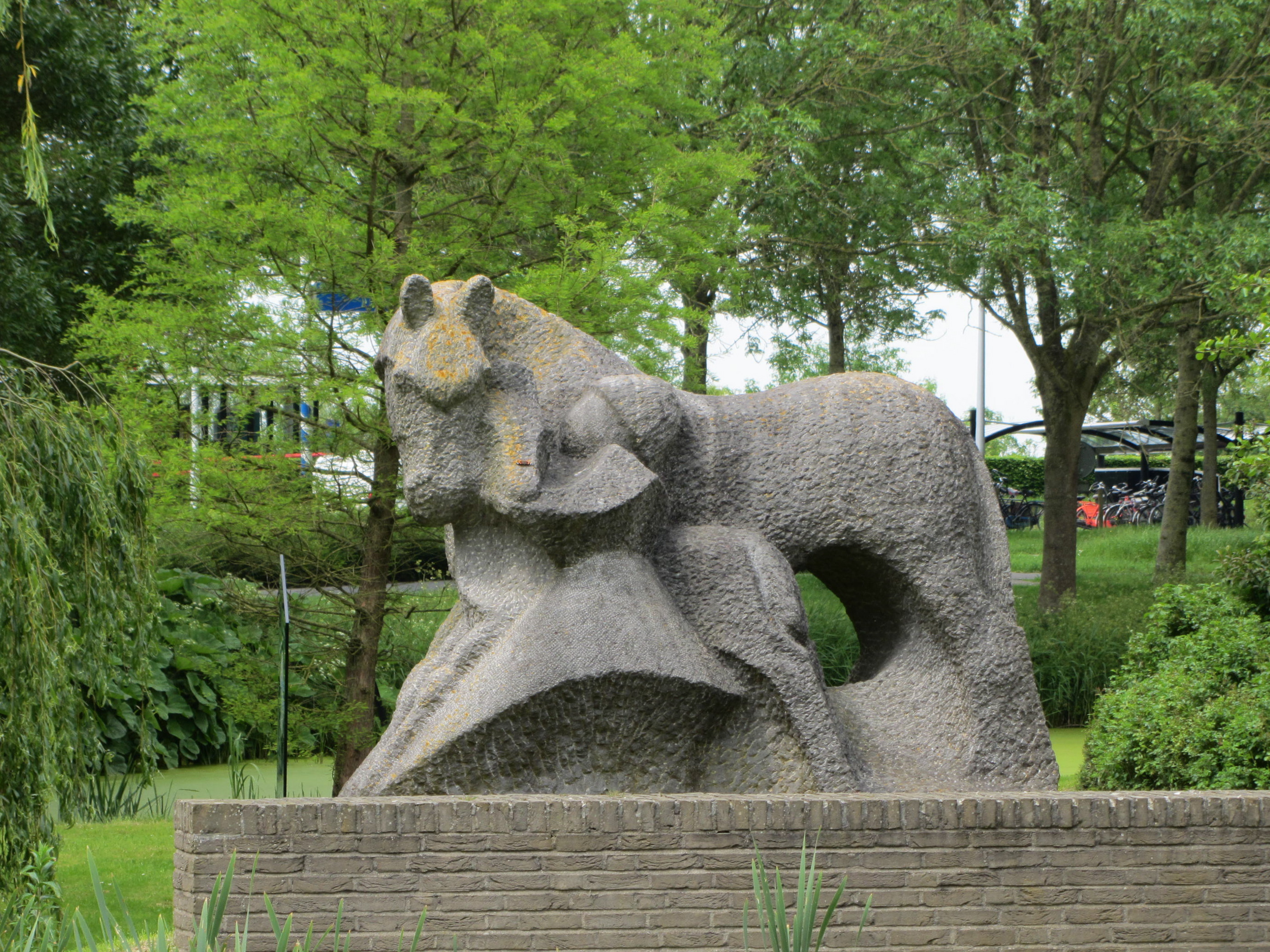
Fries paard met veulen en kind, statue créée par Anne Woudwijk en 1986, à IJlst.

Le Frison est le seul cheval habilité à conduire l’attelage de la reine Beatrix des Pays-Bas, marraine de l’association royale du registre d'élevage du Frison (FPS), lors de l'ouverture de la session annuelle du parlement néerlandais. De plus, les concours de modèle et allures sont largement couverts par la presse néerlandaise, et attirent un public nombreux.
L'écurie des quatre premiers étalons enregistrés au stud-book du Frison, à Drente, est toujours visitable et héberge désormais un restaurant.

### Au cinéma

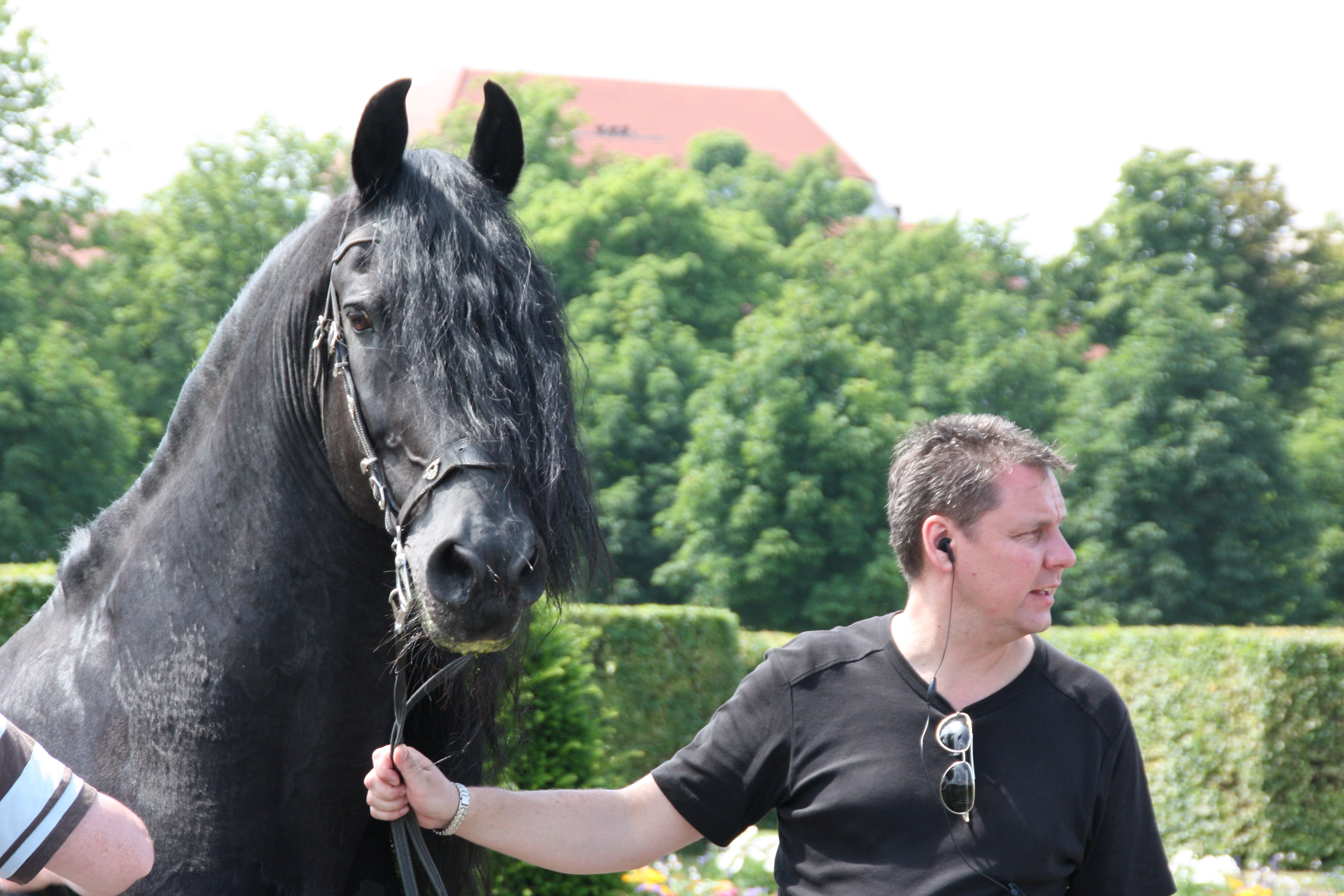
Photographie d'un Frison et du directeur de télévision allemand Armin Ulrich durant un tournage.

Le Frison est particulièrement apprécié dans l'industrie cinématographique (notamment hollywoodienne) et à la télévision, grâce à son apparence, sa crinière, sa couleur noire et son allure noble,,.
Goliath, le cheval du Capitaine de la Garde Étienne de Navarre dans Ladyhawke, la femme de la nuit (1985), est un Frison qui a pour beaucoup contribué à promouvoir cette race aux États-Unis,. Le cheval monté par l'acteur néerlandais Rutger Hauer est joué par un étalon de 19 ans nommé Othello, à une époque où les États-Unis comptent moins de 100 Frisons.
Tornado, le cheval de Zorro, est joué par un Frison dans le film Le Masque de Zorro, avec Antonio Banderas,,, de même que Bucéphale, la monture d'Alexandre le Grand, dans le film Alexandre avec Colin Farrell. Il est notamment présent dans la scène de son domptage par Alexandre, ainsi que dans celle de son combat contre un éléphant durant la bataille de l'Hydaspe, qui a demandé quatre chevaux frisons qui se sont relayés.
Une charge de Frisons peut être vue à la fin du film Barbarossa, l'Empereur de la Mort, de Renzo Martinelli. Deux Frisons nommés Bonce et Gallo jouent le rôle du Pégase noir dans La Colère des Titans de Jonathan Liebesman.
Dans le film d'animation Le Bossu de Notre-Dame de Disney, l'antagoniste, le juge Claude Frollo, fait sa première apparition à cheval, monté sur un énorme Frison. Ce dernier n'est pas nommé dans le film mais les auteurs lui ont donné le nom, ironique, de "Snowball" soit "Boule de neige". Ont revoit le cheval plusieurs fois, servant toujours de monture à Frollo.

### Autres présences culturelles

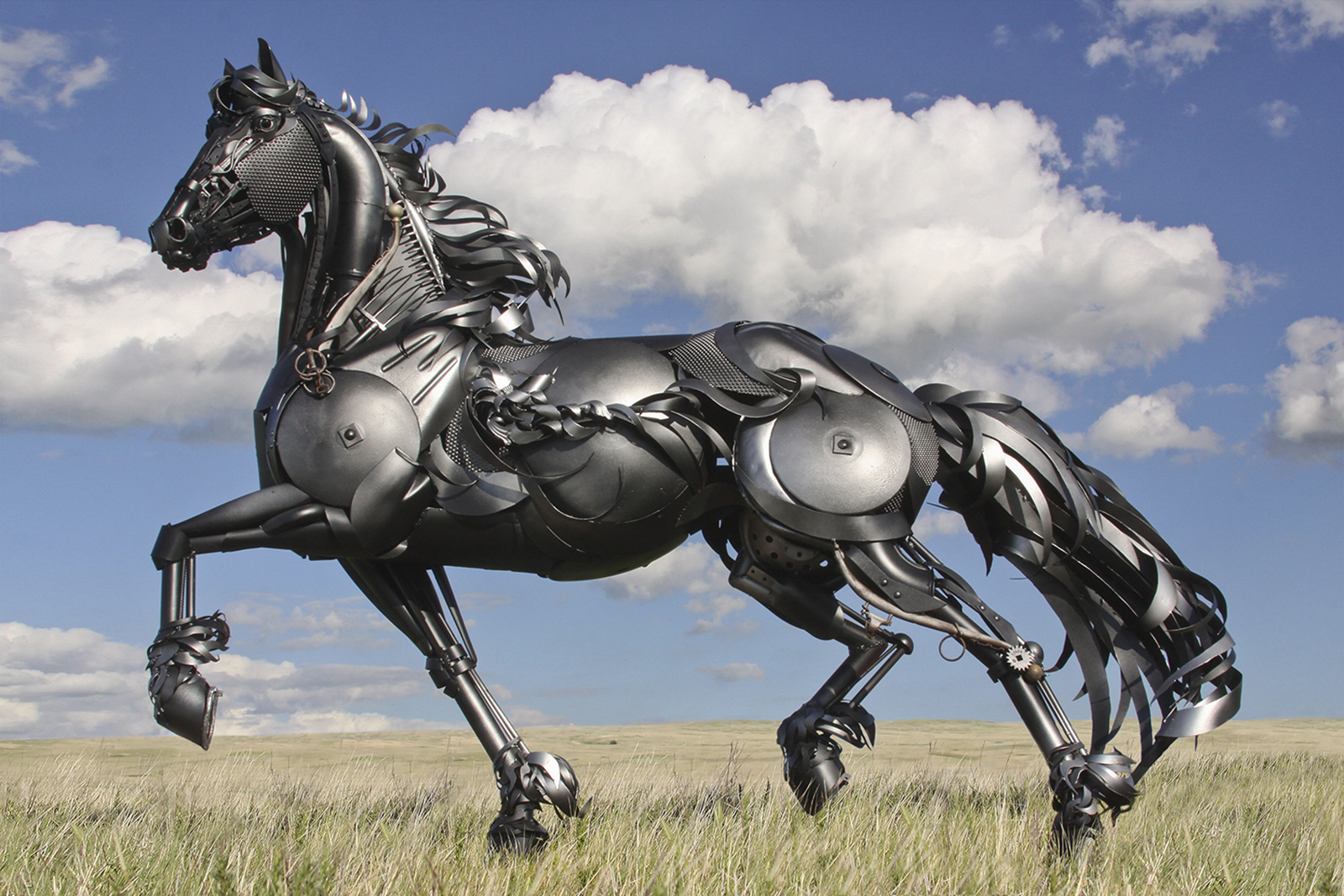
Sculpture métallique d'un Frison créée en 2014 par John Lopez, dans le Dakota du Sud.

Zingaro, un Frison qui fut le premier cheval personnel de Bartabas, est à l'origine du nom du théâtre équestre de ce dernier,. Une autre compagnie théâtrale française, le Théâtre du Centaure utilise des Frisons en spectacle. Les artistes du cirque Alexis Grüss et Lucien Grüss ont eux aussi travaillé avec des Frisons, de même que ceux du cirque Knie de Suisse, et le Musée du Cheval de Chantilly.
Le Frison est l'une des races de chevaux les plus souvent choisies comme modèle par les photographes, par exemple pour illustrer les couvertures de Cheval Magazine et Cheval Star. Le Frison Eeltje, propriété de Bernard Chéhu, fut la mascotte de Cheval Magazine pendant 21 ans, jusqu'à sa mort en 2010, ainsi qu'un modèle photographique pour Yann Arthus-Bertrand,.
Le Frison est cité dans le roman de Philippe Deblaise, Gaspard des chevaux, inspiré de la vie de l'écuyer Gaspard de Saunier. La chanteuse Beyoncé Knowles chevauche un Frison au début du clip de sa chanson Run the World (2011).
L'étalon Frison Frederik the Great, considéré par certains comme le plus beau cheval du monde, rapporte en 2016 la somme de 20 000 dollars par mois à ses propriétaires grâce à ses shows et à ses photos et vidéos virales sur les réseaux sociaux,.